# 29. Mai
Der 29. Mai ist der 149. Tag des gregorianischen Kalenders (der 150. in Schaltjahren), somit bleiben 216 Tage bis zum Jahresende.

## Ereignisse

### Politik und Weltgeschehen
- 0363: Der römische Kaiser Julian erzielt mit seinem Heer einen Sieg über das Heer der Sassaniden bei Ktesiphon.
- 1176: Ein lombardisches Heer besiegt die Streitmacht des Kaisers Friedrich I. Barbarossa in der Schlacht von Legnano.
- 1328: Philipp VI. wird zum König von Frankreich gekrönt.
- 1418: Im Bürgerkrieg der Armagnacs und Bourguignons gelingt den Burgundern die Einnahme von Paris, unterstützt von Stadtbewohnern, die dem Offizier Jean de Villiers de L’Isle-Adam ein Stadttor öffnen.

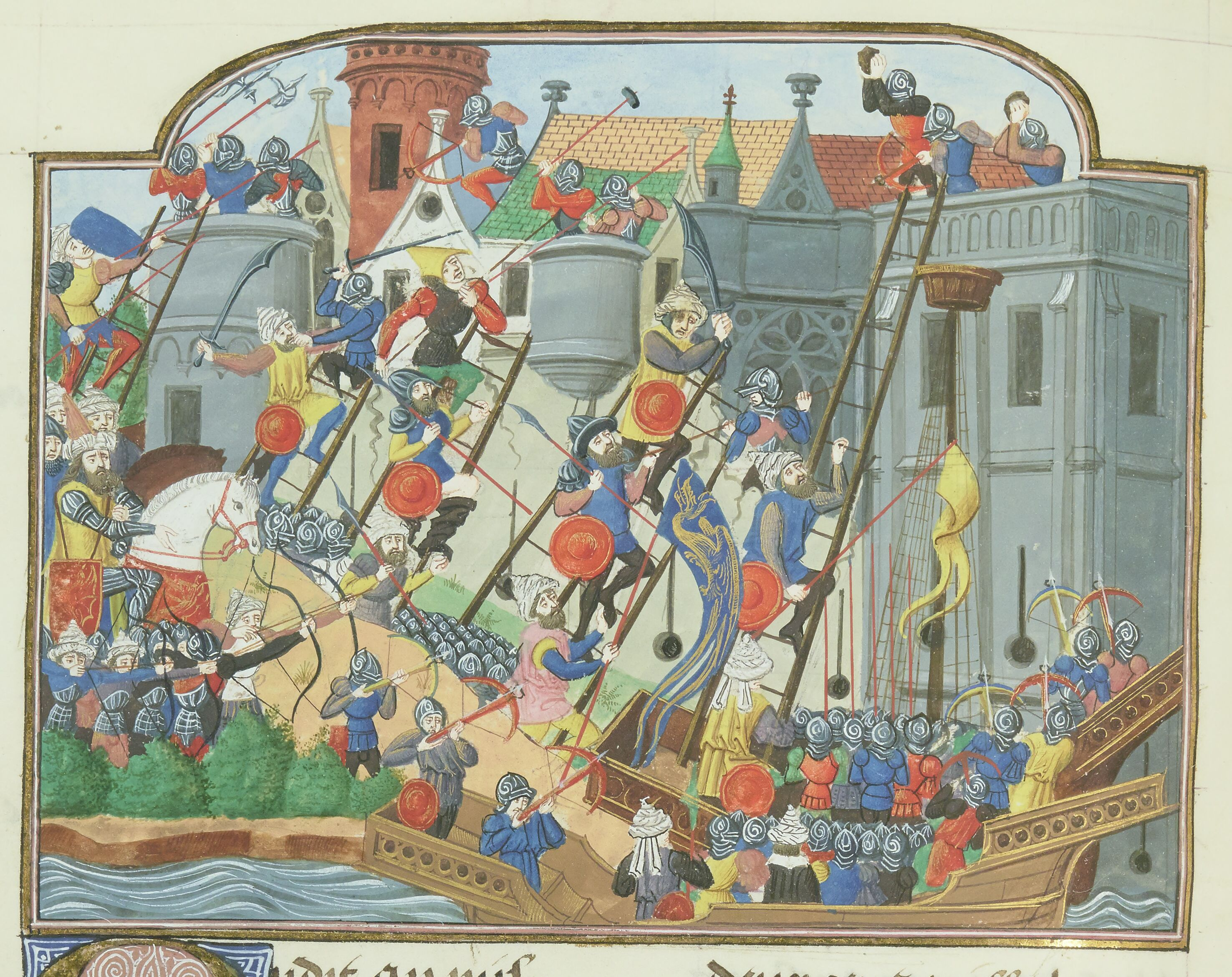
1453: Fall von Konstantinopel

- 1453: Die Eroberung von Konstantinopel durch die Osmanen unter Mehmed II. nach knapp zweimonatiger Belagerung besiegelt den Untergang des Byzantinischen Reichs.
- 1500: Vor dem Kap der Guten Hoffnung versinken vier Schiffe der von Pedro Álvares Cabral geleiteten zweiten portugiesischen Indien-Expedition, wobei auch Bartolomeu Dias ums Leben kommt.
- 1555: Der Friede von Amasya beendet den Osmanisch–Safawidischen Krieg, der von 1532 bis 1555 dauerte, und sichert den Frieden zwischen dem Osmanischen und dem Perserreich für die folgenden 20 Jahre.
- 1660: In England wird mit dem Einzug von König Karl II. in London an seinem 30. Geburtstag die Monarchie wieder eingeführt.

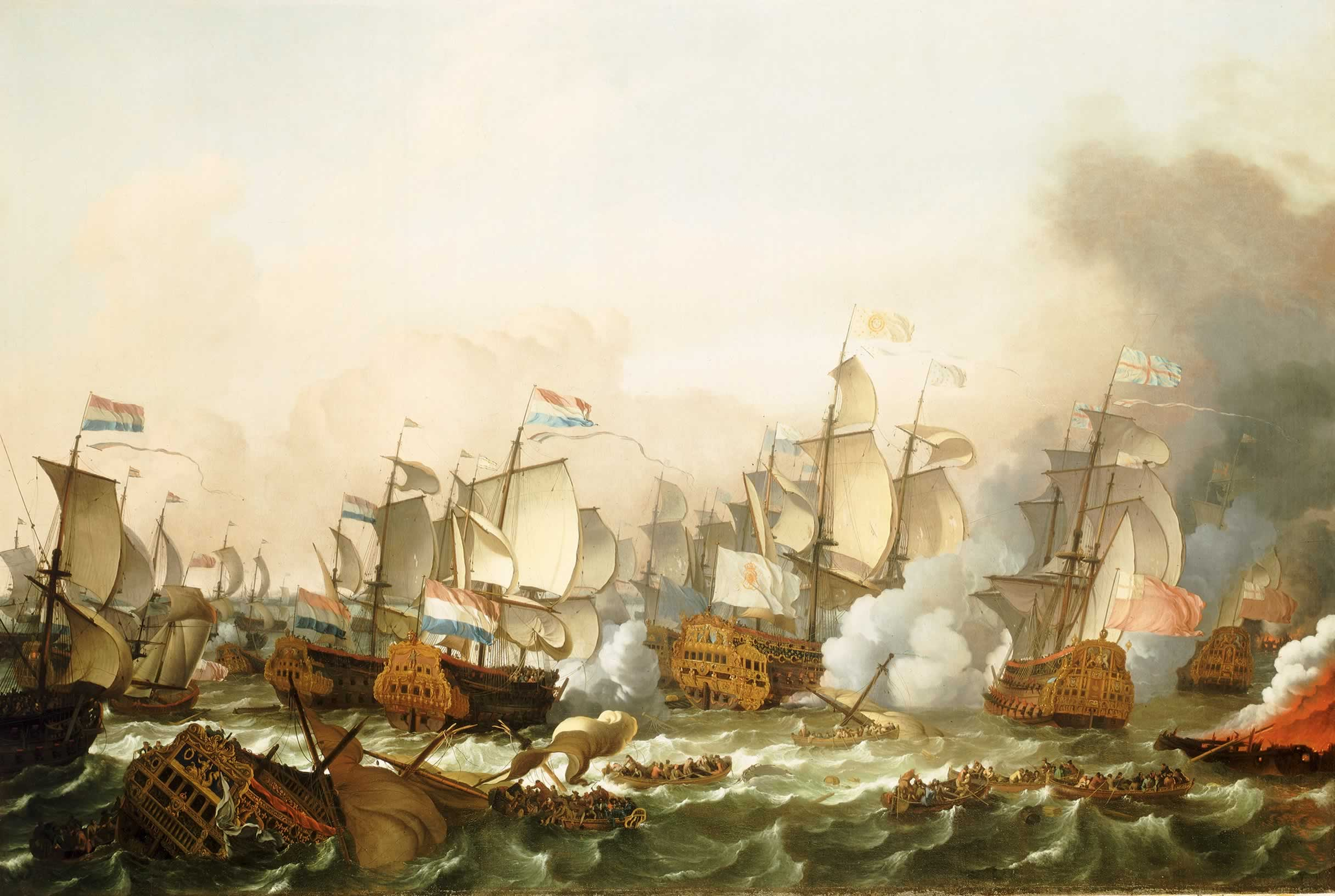
1692: Schlacht von Barfleur

- 1692: Die französische Flotte wird zur Zeit des Pfälzischen Erbfolgekriegs in den Seeschlachten von Barfleur und La Hougue von den Engländern und Niederländern drastisch dezimiert.
- 1780: Im Gefecht von Waxhaw besiegen britische Kavalleristen unter dem Befehl von Banastre Tarleton eine Einheit der Kontinentalarmee Virginias.
- 1790: Rhode Island tritt als 13. Bundesstaat den Vereinigten Staaten von Amerika bei.
- 1807: Auf Druck der Janitscharen wird Selim III., seit 1789 reformwilliger Herrscher des Osmanischen Reiches, entthront und verhaftet.
- 1809: In der zweiten Schlacht am Bergisel besiegt Andreas Hofer die mit den Franzosen verbündeten Bayern.
- 1814: Die Franzosen unter dem Befehl von Louis-Nicolas Davout übergeben die seit 30. Mai 1813 gehaltene Stadt Hamburg an die Koalitionstruppen unter Levin August von Bennigsen. Damit endet die Hamburger Franzosenzeit endgültig.
- 1825: Karl X. lässt sich in Reims zum französischen König krönen.
- 1848: Wisconsin wird der 30. Bundesstaat der USA.
- 1895: Japanische Truppen landen in Keelung auf der ihnen von China abgetretenen Insel Taiwan, um die dort ausgerufene Republik Formosa zu bekämpfen.
- 1900: Die Franzosen gründen in Afrika das Fort Lamy. Es entwickelt sich zur Hauptstadt des Tschad und wird später in N’Djamena umbenannt.

1918: Flagge Finnlands

- 1918: Die finnische Nationalflagge wird per Gesetz eingeführt.
- 1921: Bei einer Volksabstimmung in Salzburg entfallen 99,5 % der Stimmen auf den Anschluss an das Deutsche Reich. Die Abstimmung hat jedoch keine Folgen.
- 1940: Beim Begräbnis des während des Westfeldzuges gefallenen Wilhelm Prinz von Preußen kommt es in Potsdam mit etwa 50.000 Teilnehmern zur größten spontanen und unorganisierten Demonstration während des Dritten Reiches. Diese Demonstration wird zum Auslöser von Hitlers sogenanntem „Prinzenerlass“.
- 1947: Die britische und die US-amerikanische Militärregierung in Deutschland schließen ein Abkommen über das Errichten eines Wirtschaftsrates für die Bizone. Seine Hauptaufgabe ist die Verbesserung der Versorgungslage in beiden Besatzungszonen. Er kann Gesetze erlassen, die der Zustimmung der Militärregierung bedürfen.
- 1949: Der Vorsitzende der KPD, Max Reimann, wird auf Anordnung der britischen Besatzungsmacht in Paderborn verhaftet.

1954: Booklet zur ersten Bilderberg-Konferenz

- 1954: Im Hotel de Bilderberg im niederländischen Oosterbeek beginnt die erste der bis heute streng geheim gehaltenen Bilderberg-Konferenzen als privates Treffen hochgestellter Persönlichkeiten.
- 1970: Der ehemalige argentinische Präsident Pedro Eugenio Aramburu wird von einer peronistischen Gruppe entführt und einige Tage danach ermordet.
- 1974: In Israel löst Jitzchak Rabin die zurückgetretene Golda Meir als Ministerpräsident, Schimon Peres den bisherigen Verteidigungsminister Mosche Dajan ab.

1986: Europaflagge

- 1986: Die neu übernommene Europaflagge wird erstmals zu den Klängen der Europahymne vor dem Berlaymont-Gebäude in Brüssel aufgezogen.
- 1990: Boris Jelzin wird zum Vorsitzenden der kollektiven Regierung der Russischen Sozialistischen Föderativen Sowjetrepublik, der größten sowjetischen Teilrepublik, gewählt.
- 1991: Auf dem SPD-Bundesparteitag wird Björn Engholm zum neuen Vorsitzenden gewählt. Der Nachfolger von Hans-Jochen Vogel erhält 97,4 % der Stimmen der Delegierten.
- 1993: In Solingen werden durch einen fremdenfeindlichen Brandanschlag auf ein Wohnhaus fünf türkische Frauen und Mädchen getötet.
- 1999: Nigeria wird zur Bundesrepublik mit Präsidialdemokratie, Staatspräsident wird Olusegun Obasanjo.
- 2000: Nachdem am 19. Mai das gesamte Kabinett von Fidschi bei einem Putsch durch George Speight als Geiseln genommen worden ist, und Präsident Kamisese Mara zurückgetreten ist, erklärt sich der Chef der Streitkräfte, Frank Bainimarama, zum interimistischen Staatsoberhaupt mit dem Ziel, den Putsch niederzuschlagen.
- 2001: In Afghanistan bestimmt Mohammed Omar, der Anführer der Taliban, per Dekret, dass Sikhs und Hindus eine gelbe Erkennungsmarke tragen müssen.
- 2005: Frankreichs Wähler lehnen die neue EU-Verfassung in einem Referendum mit 54,8 % Nein-Stimmen ab. Allerdings haben neun EU-Staaten die Ratifizierung bereits abgeschlossen.

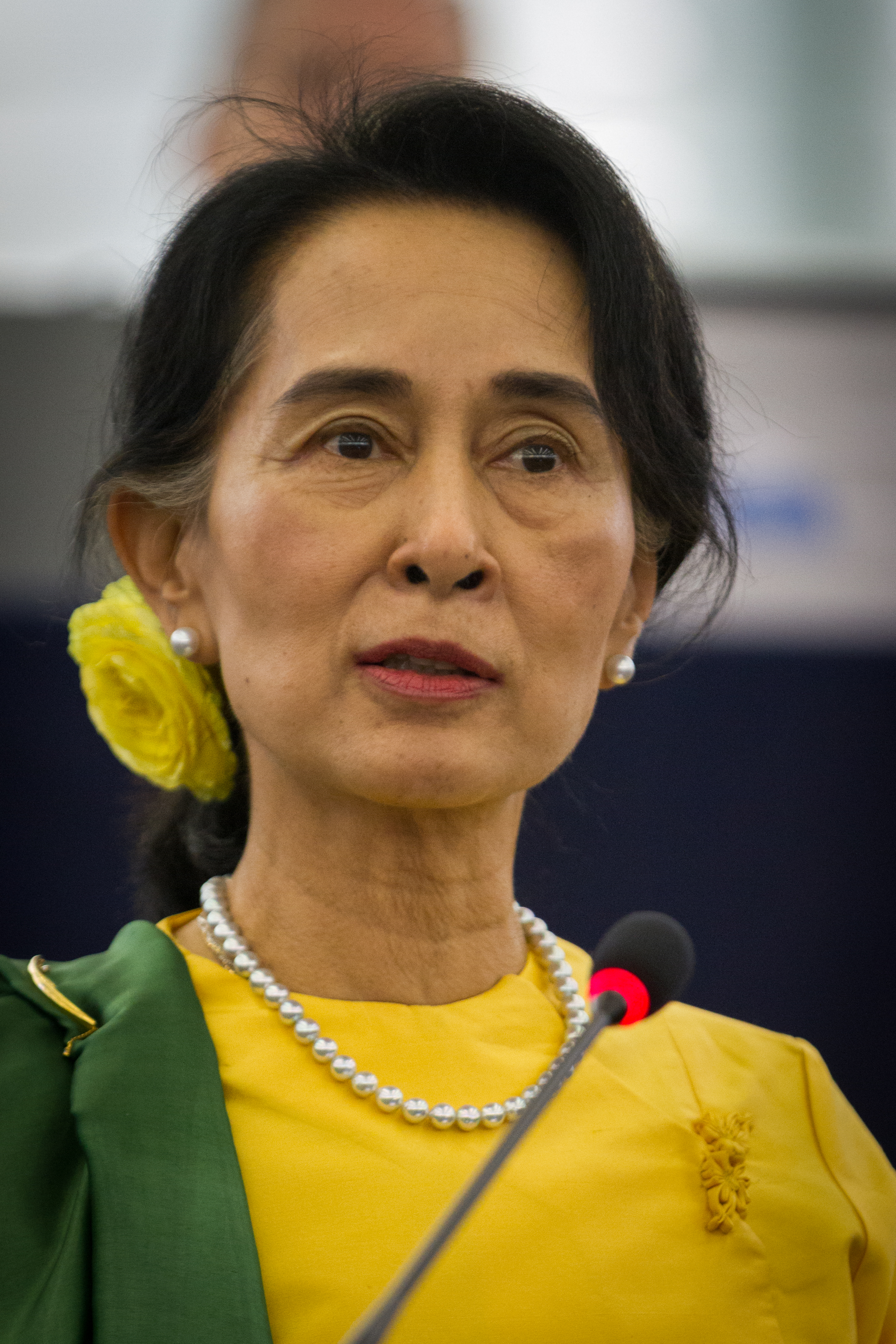
2012: Aung San Suu Kyi

- 2012: Die jahrelang unter Hausarrest stehende myanmarische Oppositionspolitikerin Aung San Suu Kyi bricht zu ihrer ersten Auslandsreise seit 24 Jahren ins benachbarte Thailand auf.
- 2023: Ugandas Präsident Yoweri Museveni unterzeichnet ein Gesetz, das bei „schwerer Homosexualität“ die Todesstrafe vorsieht.

### Wirtschaft

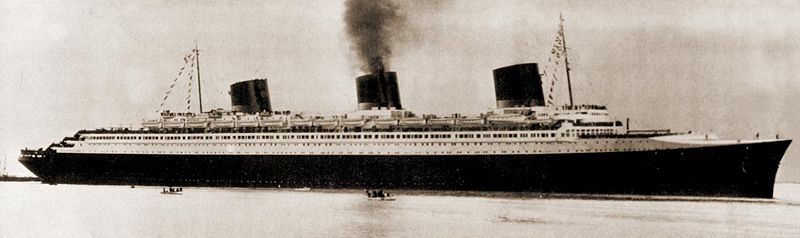
1935: Die Normandie

- 1935: Das französische Passagierschiff Normandie tritt seine Jungfernfahrt an. Der Ozeanriese ist fünf Jahre lang weltgrößtes Schiff.
- 1958: Das Parteiorgan Neues Deutscland berichtet über das von der Volkskammer beschlossene Gesetz zur Verbesserung der Lebenslage. Unter anderem endet damit die Lebensmittelrationierung in der DDR.
- 1990: In Paris kommen 40 Staaten, die Europäische Kommission und die Europäische Investitionsbank überein, die Europäische Bank für Wiederaufbau und Entwicklung ins Leben zu rufen.
- 1992: Mit dem Beitritt zu Weltbank und Internationalem Währungsfonds vollzieht die Schweiz einen entscheidenden Schritt in den Multilateralismus. Dadurch werden ihre Beziehungen zu den Institutionen von Bretton Woods normalisiert und ihre Position als neutraler Staat in der internationalen Gemeinschaft gestärkt.

### Wissenschaft und Technik

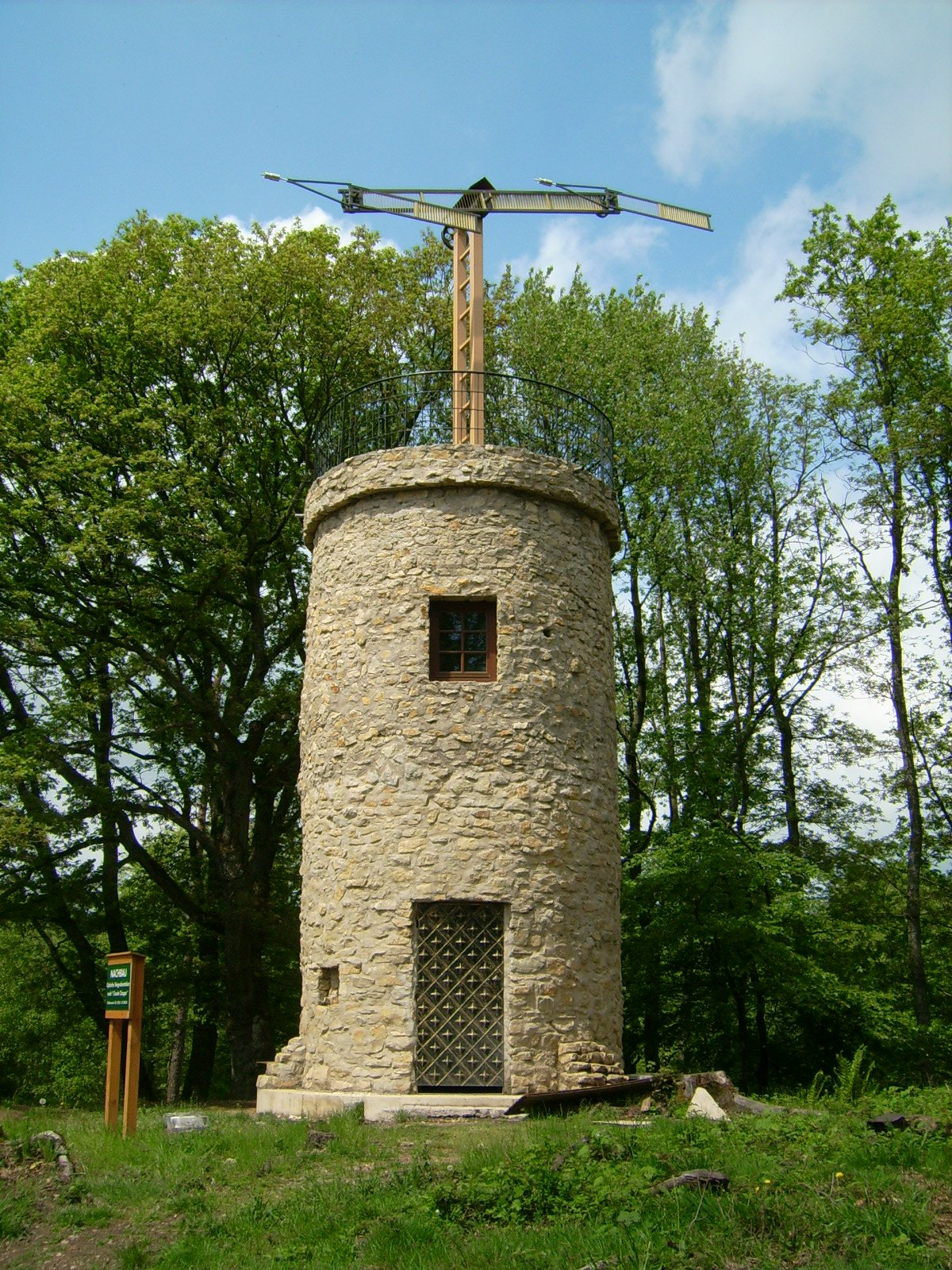
1813: Signalstation (Nachbau)

- 1813: Die Optische Telegrafenlinie Metz–Mainz nach dem System Claude Chappes wird eröffnet. Wichtige Nachrichten werden in codierter Form über Signalstationen weitergemeldet, sofern eine vom Wetter unbeeinträchtige Sichtverbindung herrscht.
- 1886: Der Neubau der die Themse überspannenden Londoner Putney Bridge wird eröffnet. Die Brücke ist als Startpunkt des jährlichen Boat Race zwischen den Ruderern der Universitäten Oxford und Cambridge international bekannt.
- 1919: Eine von Arthur Eddington geleitete Expedition misst bei einer Sonnenfinsternis die Ablenkung von Sternenlicht durch die Schwerkraft – der erste experimentelle Nachweis für Einsteins Allgemeine Relativitätstheorie.
- 1988: Mit dem Teilstück Fulda–Würzburg der Schnellfahrstrecke Hannover–Würzburg geht in Deutschland die erste neu gebaute Schnellfahrstrecke für den Eisenbahnverkehr in Betrieb.
- 2007: Russland testet eine neue Interkontinentalrakete vom Typ RS-24. Sie erreicht innerhalb einer Stunde nach dem Start in Plessezk das anvisierte Ziel auf der Halbinsel Kamtschatka mit erwarteter Treffergenauigkeit.

### Kultur
- 1898: Das erste Denkmal für den 1896 verstorbenen Komponisten Anton Bruckner wird in Steyr enthüllt.

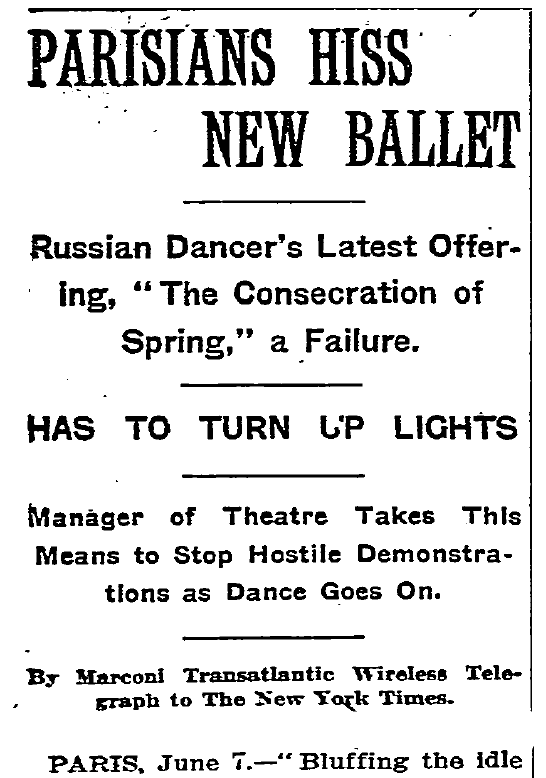
1913: Le sacre du printemps (Bericht der New York Times)

- 1913: Bei der Uraufführung der von Igor Strawinsky für die Ballets Russes Sergei Djagilews komponierten Ballettmusik Le sacre du printemps in Paris kommt es zu einem Skandal. Nur der stoischen Ruhe des Dirigenten Pierre Monteux ist es zu verdanken, dass die Aufführung überhaupt zu Ende gespielt werden kann. Der Skandal macht Strawinski endgültig berühmt, die Reaktionen verletzen ihn allerdings sehr; er gibt vor allem Vaslav Nijinsky die Schuld, der das Werk aus seiner Sicht choreographisch nicht bewältigen konnte.
- 1942: In den Decca-Studios in New York City nehmen Bing Crosby und andere Mitwirkende Irving Berlins Komposition White Christmas auf. Der Song wird sich kommerziell zur weltweit erfolgreichsten Weihnachts-Single entwickeln.

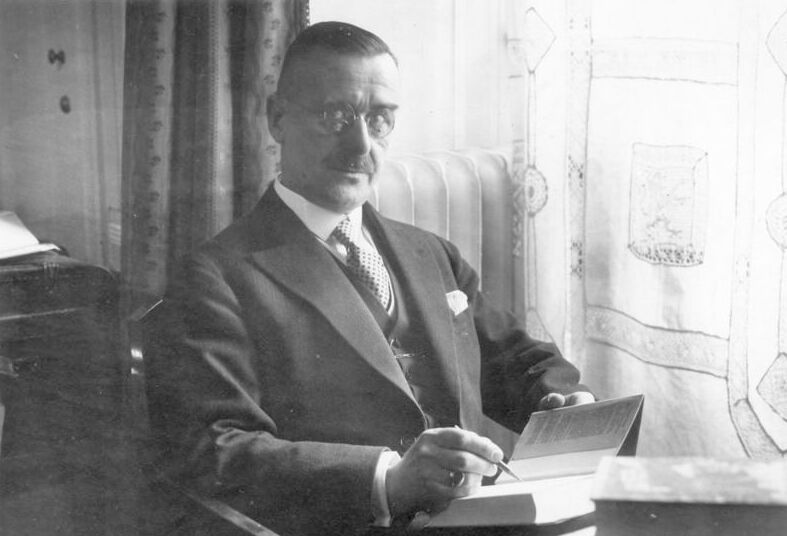
1945: Thomas Mann

- 1945: Der deutsche Schriftsteller Thomas Mann hält in der Library of Congress zunächst in englischer Sprache die Rede Deutschland und die Deutschen. Die deutsche Fassung wird im Oktober in der Zeitschrift Neue Rundschau veröffentlicht. Es handelt sich um eine essayistische Begleitarbeit zum umfangreichen Zeitroman Doktor Faustus.
- 1963: In Oslo eröffnet das Munch-Museum, das die nachgelassenen Werke des Malers und Grafikers Edvard Munch aufbewahrt.
- 1967: Im englischen Ort Spalding in Lincolnshire findet das Pop-Konzert Barbeque 67 statt. In der Tulip Bulb Action Hall treten vor rund 4000 Menschen sechs der führenden Rock- und R&B-Gruppen des Jahres auf, unter ihnen Pink Floyd, Eric Clapton und Jimi Hendrix.
- 2010: Beim Eurovision Song Contest gewinnt Lena Meyer-Landrut für Deutschland mit Satellite; dies gelang zuletzt 1982 Nicole mit Ein bißchen Frieden.

### Gesellschaft

1865: Deutsche Gesellschaft zur Rettung Schiffbrüchiger

- 1865: In Kiel wird die Deutsche Gesellschaft zur Rettung Schiffbrüchiger gegründet.

### Religion
- 0757: Paul I. wird Papst als Nachfolger seines verstorbenen Bruders Stephan II. Er ist der erste Papst, der seine Wahl nicht mehr dem byzantinischen Kaiser, sondern dem König des Frankenreiches, Pippin dem Jüngeren, anzeigt.
- 1138: Der Gegenpapst Viktor IV. verzichtet wenige Wochen nach seiner Wahl im Januar auf das Papstamt. Die Intervention Bernhards von Clairvaux hat diese Entscheidung befördert.
- 1157: Mit dem Kloster Balamand in der Grafschaft Tripolis errichten die Zisterzienser ihre erste Abtei außerhalb Europas.
- 1453: In der Hagia Sophia in Konstantinopel wird das vermutlich erste muslimische Salāt nach dem Fall der Stadt gehalten.
- 1529: Weil er in der katholischen Grafschaft Uznach die Reformation gepredigt hatte, wird der reformierte Pfarrer Jakob Kaiser in Schwyz auf dem Scheiterhaufen als Ketzer verbrannt. Die Hinrichtung wird ein weiterer Auslöser für den Ersten Kappelerkrieg.

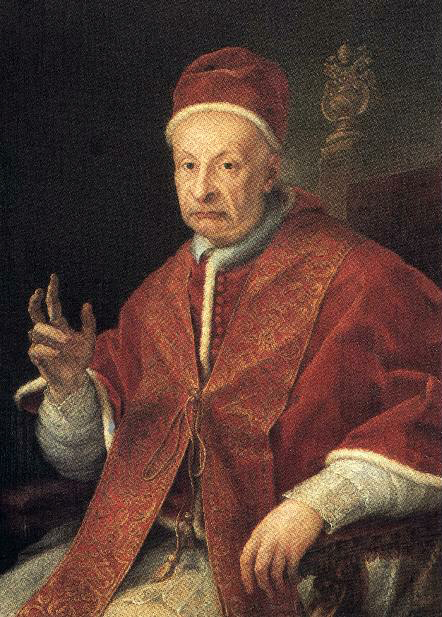
1724: Benedikt XIII.

- 1724: Pietro Francesco Orsini wird nach einem Konklave von 70 Tagen Dauer zum Papst gewählt und nimmt den Namen Benedikt XIII. an.
- 1934: Mit der Barmer Theologischen Erklärung wird in Wuppertal auf der ersten Barmer Bekenntnissynode vom 29. bis zum 31. Mai die Bekennende Kirche innerhalb der evangelischen Kirche Deutschlands gegründet, um sich gegen die Gleichschaltung und Beeinflussung der Kirche durch den Nationalsozialismus zu wehren.

### Katastrophen
- 1613: Schwere Gewitter lösen die Thüringer Sintflut aus. Die Naturunbilden sind für den Tod von 2.261 Menschen verantwortlich.
- 1914: Der Passagierdampfer Empress of Ireland, unterwegs von Québec nach Liverpool, wird im dichten Nebel bei Pointe-au-Père vom Kohlefrachter Storstad gerammt und sinkt – über 1000 Menschen sterben.
- 1985: Vor dem Fußball-Endspiel im Europapokal der Landesmeister im Brüsseler Heysel-Stadion zwischen Juventus Turin und dem FC Liverpool kommt es durch Ausschreitungen von Hooligans zur Massenpanik. 39 Menschen kommen bei der Katastrophe von Heysel ums Leben, über 200 werden verletzt.

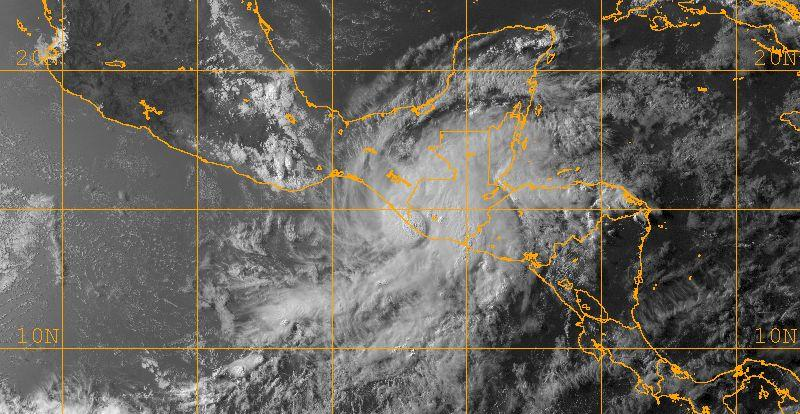
2010: Agatha beim Überqueren der Küstenlinie

- 2010: Der Tropische Sturm Agatha kostet rund 180 Menschen im Grenzgebiet zwischen Guatemala und Mexiko das Leben. Mindestens 20.000 Menschen werden obdachlos. Am folgenden Tag löst sich der Tropische Wirbelsturm auf.
- 2016: Bei schweren Unwettern in Bayern und Baden-Württemberg kommen vier Menschen ums Leben. Am schwersten trifft es den Ort Braunsbach, wo sich eine Schlammlawine durch den Ort ergießt.

Kleinere Unglücksfälle sind in den Unterartikeln von Katastrophe und in der Liste von Katastrophen aufgeführt.

### Sport
- 1932: Mit einem Motorradrennen vor 45.000 Zuschauern wird der Hockenheimring eröffnet.

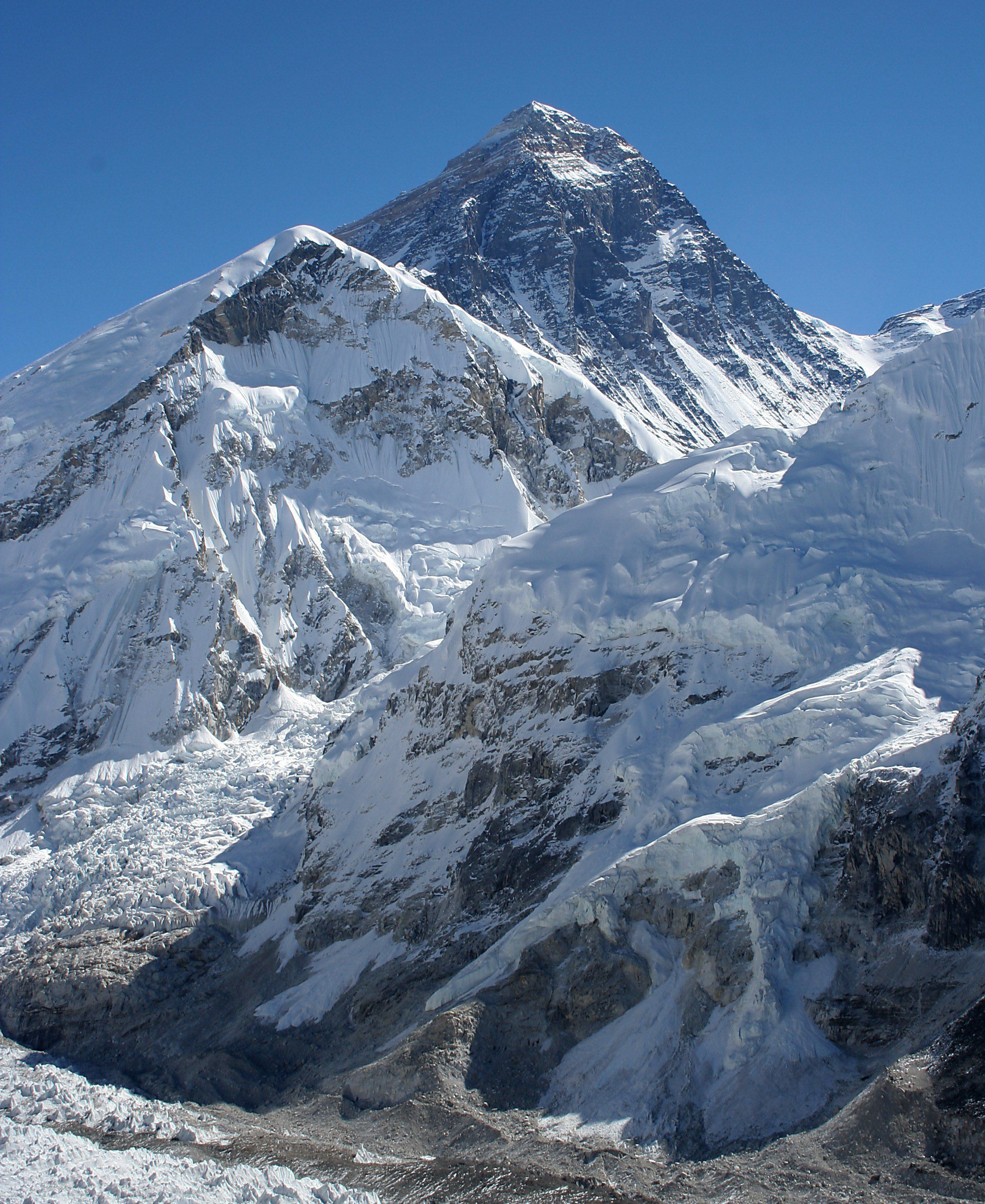
1953: Mount Everest

- 1953: Edmund Hillary und Tenzing Norgay gelingt die Erstbesteigung des Mount Everest.
- 1957: Den Mitgliedern der österreichischen Broad-Peak-Expedition; Fritz Wintersteller, Marcus Schmuck, Kurt Diemberger und Hermann Buhl gelingt die Erstbesteigung des Broad Peak-Vorgipfels. Den Hauptgipfel erreichen sie aufgrund der späten Uhrzeit nicht mehr, sondern erst in einem erneuten Anlauf am 9. Juni.
- 1966: Das Aztekenstadion in Mexiko-Stadt wird eröffnet. Mit rund 105.000 Plätzen ist es eine der größten Fußballarenen auf der Erde.

Einträge von Leichtathletik-Weltrekorden befinden sich unter der jeweiligen Disziplin unter Leichtathletik.
Einträge zu Fußballweltmeisterschaftsspielen finden sich in den Unterseiten von Fußball-Weltmeisterschaft. Das Gleiche gilt für Fußball-Europameisterschaften.

## Geboren

### Vor dem 18. Jahrhundert
- 1265: Dante Alighieri, italienischer Dichter und Philosoph
- 1421: Karl, Fürst von Viana, Thronprätendent von Aragón und Navarra

- 1439: Pius III., Papst

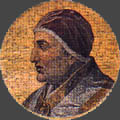
Pius III. (* 1439)

- 1443: Viktorin, böhmischer Adliger, Graf von Glatz, Herzog von Münsterberg und Troppau, Reichsgraf
- 1444: Otto III., Herzog von Pommern-Stettin
- 1464: Roberto Pucci, Kardinal der römisch-katholischen Kirche
- 1555: George Carew, 1. Earl of Totnes, englischer Militär und Politiker
- 1562: Johann Wilhelm von Jülich-Kleve-Berg, Bischof von Münster und Herzog von Jülich-Kleve-Berg
- 1581: Camillo II. Gonzaga di Novellara, Graf von Novellara und Bagnolo
- 1608: Erasmus Schindler, deutscher Unternehmer
- 1610: Maria Cunitz, Astronomin
- 1617: Anna Maria von Baden-Durlach, deutsche Dichterin und Malerin
- 1627: Anne Marie Louise d’Orléans, Herzogin von Montpensier
- 1630: Karl II., König von England
- 1638: John Manners, 1. Duke of Rutland, englisch-britischer Peer und Politiker
- 1660: Sarah Churchill, Duchess of Marlborough, englische Adelige und Vertraute von Königin Anne
- 1678: Adolf von Dalberg, Fürstabt von Fulda
- 1680: Ferdinand Albrecht II., Herzog von Braunschweig
- 1698: Edmé Bouchardon, französischer Zeichner, Bildhauer, Medailleur und Architekt, Wegbereiter des Klassizismus

### 18. Jahrhundert
- 1702: Michael Karl von Althann, Graf von Goldburg und Murstetten, Erzbischof von Bari und Bischof von Waitzen
- 1716: Louis Jean-Marie Daubenton, französischer Naturforscher
- 1716: Ernst Ludwig Pauli, deutscher evangelischer Theologe
- 1725: Angelo Maria Durini, italienischer Kardinal der Römischen Kirche
- 1729: Elisabeth Geertruida Wassenbergh, niederländische Genremalerin
- 1733: Giovanni Battista Kardinal Caprara, Erzbischof von Mailand, Apostolischer Nuntius in Köln, Kardinallegat in Paris und Exekutor des französischen Konkordats von 1801
- 1733: Franz Edmund Weirotter, österreichischer Maler und Radierer
- 1736: Patrick Henry, britisch-amerikanischer Politiker
- 1741: Charles Montagu, britischer Gouverneur der Province of South Carolina
- 1743: Bonaventura Andres, deutscher Jesuiten-Pater, Pädagoge, Hochschullehrer und Schriftsteller
- 1745: Jean-Baptiste Bastide, französischer Jurist und Sprachforscher
- 1747: Louis Thomas Villaret de Joyeuse, französischer Admiral und Politiker

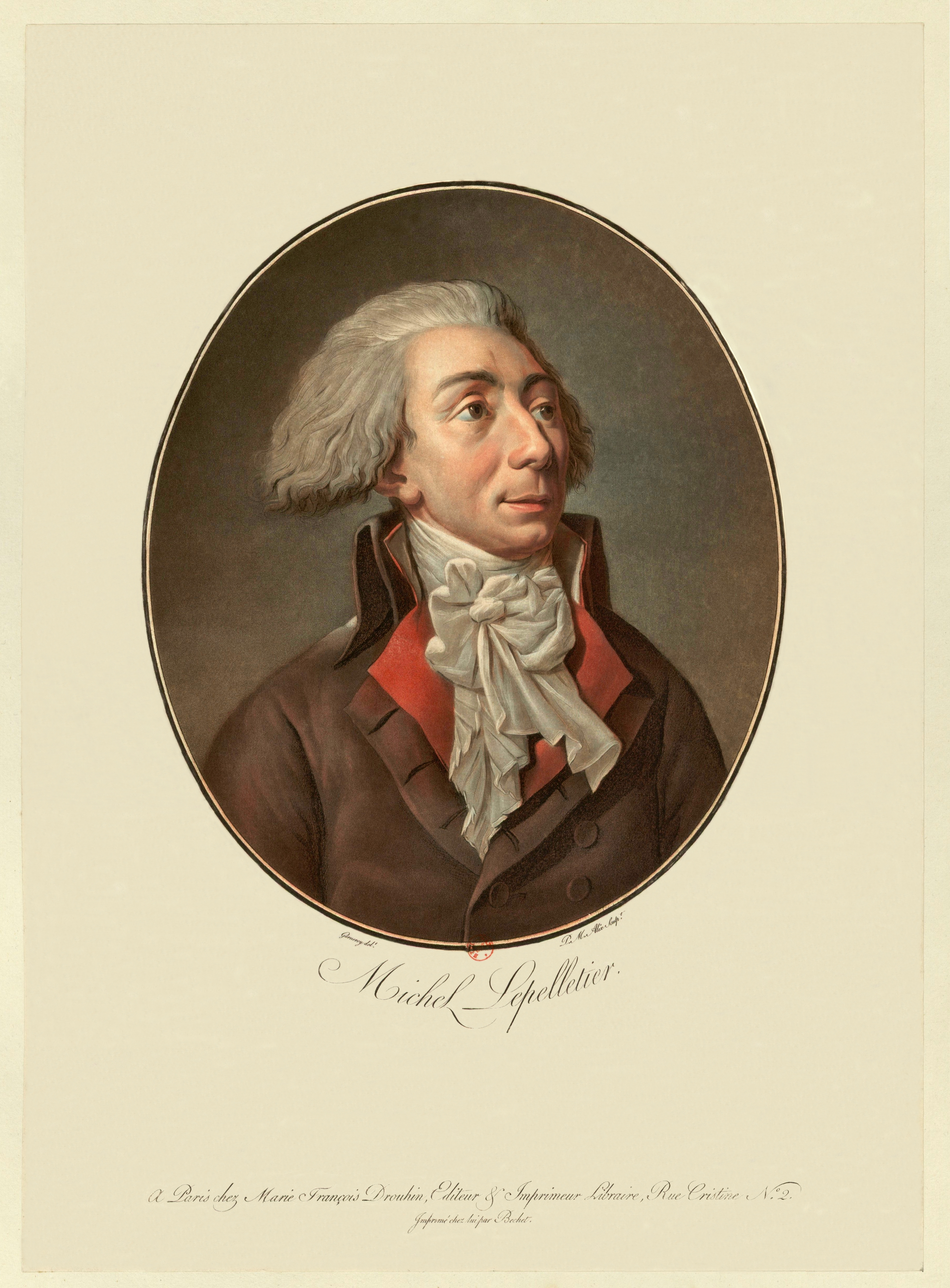
Louis-Michel Le Peletier de Saint-Fargeau (* 1760)

- 1760: Louis-Michel Le Peletier de Saint-Fargeau, Politiker während der Französischen Revolution
- 1768: Johann Martin Gehrig, deutscher römisch-katholischer Geistlicher
- 1768: Gottfried Menken, evangelischer Pastor, gilt als bedeutendster Vertreter der Erweckungstheologie in Nordwestdeutschland
- 1771: Theobald Fritz, österreichischer römisch-katholischer Theologe und Hochschullehrer
- 1773: Ernst von Schwarzenberg, preußischer Bischof, Komponist und Domherr in Köln
- 1776: Peter Erasmus Müller, dänischer Bischof, Historiker und Sprachforscher
- 1783: Benedetto Pistrucci, italienischer Graveur
- 1787: Konstantin Batjuschkow, russischer Dichter
- 1791: Maria Selebam de Cattani, italienische Naturforscherin
- 1794: Johann Heinrich von Mädler, deutscher Astronom

### 19. Jahrhundert

#### 1801–1850
- 1801: Johann Franz Brentano, deutscher Porträtmaler
- 1801: Friedrich Philipp Fournier, deutscher Jurist, Kommunalpolitiker und Bahnmanager
- 1801: Jakob Guido Theodor Gülich, deutscher Jurist
- 1801: Bernhard von Rabenhorst, sächsischer Kriegsminister und General
- 1802: Heinrich Bürkel, deutscher Maler
- 1802: Theodor Leopold Weller, deutscher Genremaler
- 1803: John Tuttle Andrews, US-amerikanischer Jurist und Politiker
- 1804: Gustav Friedrich Held, deutscher Jurist
- 1804: Friedrich Georg Lebrecht Strippelmann, deutscher Jurist und Archivar
- 1805: M. Lindley Lee, US-amerikanischer Arzt und Politiker
- 1805: Chéri Maurice, deutscher Schauspieler und Theaterdirektor
- 1806: Karl Bötticher, deutscher Architekt, Kunsthistoriker und Archäologe
- 1806: Adolf Emperius, deutscher klassischer Philologe, Historiker und Lehrer
- 1807: Wilhelm von Anhalt-Dessau, Prinz von Anhalt-Dessau
- 1807: Matthias Aulike, preußischer Beamter und Politiker
- 1807: Johann Anton Williard, deutscher Zeichner und Lithograf
- 1808: Gustav Hopf, deutscher Versicherungsmanager
- 1809: Karl Otto von Madai, deutscher Rechtsgelehrter
- 1810: Maximilian von Helmstatt, königlich französischer Rittmeister
- 1810: Erasmus Darwin Keyes, US-amerikanischer Generalmajor
- 1810: Joseph Weingartner, Schweizer Porträt- und Miniaturmaler sowie Lithograf
- 1816: Robert Oswald von Ulrici, deutscher Forstmann und Beamter
- 1817: Benedikt von Arx, schweizerischer Politiker, Notar und Richter
- 1820: Gustav von Arnim, preußischer Politiker
- 1820: Valentine de Sainte-Aldegonde, französische Adlige und durch Heirat Herzogin von Dino
- 1823: Johann Theodor von Muncker, deutscher Verwaltungsjurist und Kommunalpolitiker

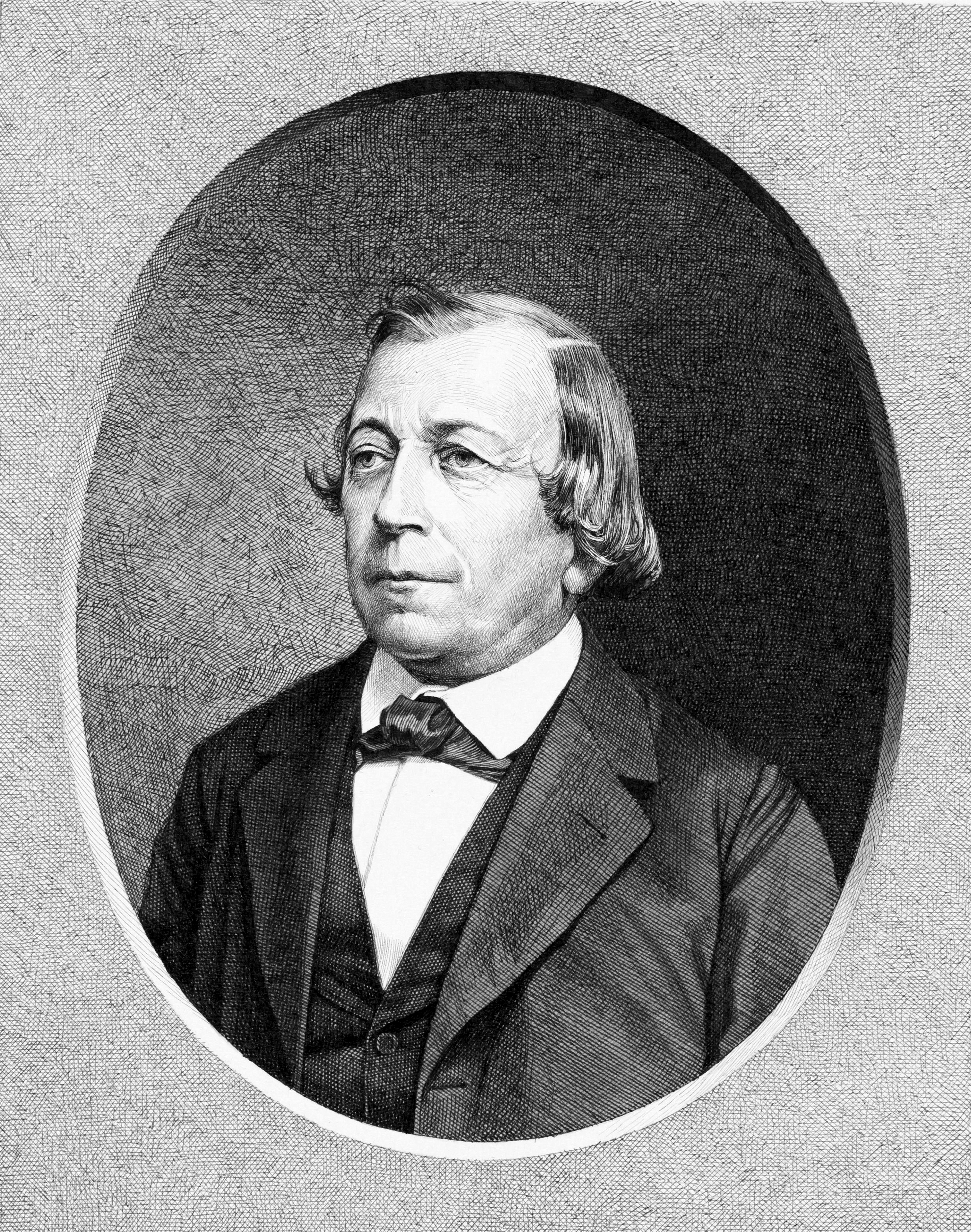
Leopold Schmidt (* 1824)

- 1824: Leopold Schmidt, deutscher Altphilologe
- 1827: Heinrich Velde, deutscher Architekt
- 1830: Louise Michel, französische Anarchistin
- 1834: Emil Lommer, deutscher Generalarzt
- 1837: Luca Fumagalli, italienischer Pianist, Komponist und Musikpädagoge

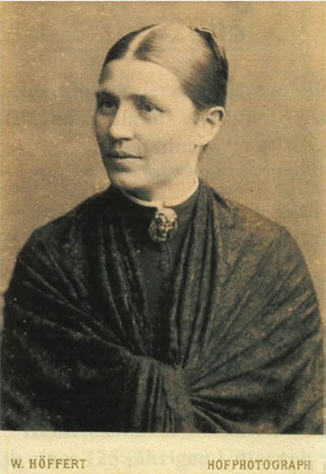
Agathe Zeis (* 1840)

- 1840: Agathe Zeis, deutsche Käsespezialistin
- 1841: Robert Anderson, britischer Polizist
- 1843: Émile Pessard, französischer Komponist
- 1844: Stephen Alfred Forbes, US-amerikanischer Biologe, Mitbegründer der Limnologie
- 1846: Albert von Apponyi, ungarischer Aristokrat und Politiker
- 1847ː Helene Vetsera, österreichische Adlige
- 1848: Heinrich Welsch, deutscher Lehrer
- 1849: Lorenz Adlon, deutscher Gastronom und Hotelier
- 1850: Max Buntzel, Königlicher Gartenbaudirektor und Berliner Baumschulenbesitzer

#### 1851–1900
- 1851: Heinrich Hauser, Schweizer Landwirt und liberaler Politiker
- 1851: Julius Pagel, deutscher Arzt und Medizinhistoriker
- 1851: Otto Wilhelm Scharenberg, deutscher Architekt und Stadtbaurat
- 1851: Rodolphe Salis, französischer Maler und Grafiker
- 1855: David Bruce, australisch-englischer Arzt und Mikrobiologe
- 1856: Heinrich Lessing, deutscher Portrait- und Landschaftsmaler
- 1859: Konrad Burdach, deutscher Germanist
- 1859: Hugo Hergesell, deutscher Meteorologe und Geophysiker
- 1860: Isaac Albéniz, spanischer Komponist und Pianist
- 1860: Klara Honegger, Schweizer Frauenrechtlerin
- 1862: Paul Weitz, deutscher Journalist
- 1868: Abdülmecid II., letzter Kalif des Osmanischen Reiches
- 1868: Fritz Lach, österreichischer Maler und Grafiker
- 1870: Felix Dörmann, österreichischer Schriftsteller, Librettist und Filmproduzent
- 1873: Rudolf Tobias, estnischer Komponist und Organist

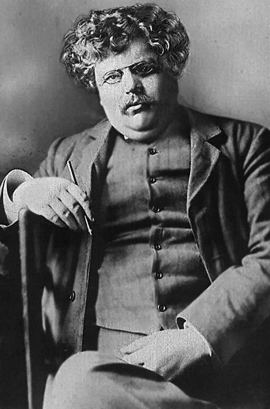
G. K. Chesterton (* 1874)

- 1874: G. K. Chesterton, britischer Schriftsteller und Journalist
- 1875: Francesco Ciuppa, italienischer Automobilrennfahrer
- 1874ː Mathilde Hofer, Österreicherin, Ehefrau von Karl Hofer, Opfer der Shoa
- 1875: Albrecht Saathoff, deutscher lutherischer Pastor und Historiker
- 1876: Marguerite Hasselmans, französische Pianistin
- 1876: Johannes Henricus Zaaijer, niederländischer Mediziner
- 1877: Otto Gebühr, deutscher Schauspieler
- 1879: Kosta Abrašević, serbischer Poet
- 1880: Ernst Aufseeser, deutscher Maler, Lithograf, Xylograf, Grafikdesigner und Hochschullehrer
- 1880: Edmund Löns, deutscher Forstmann und Kynologe

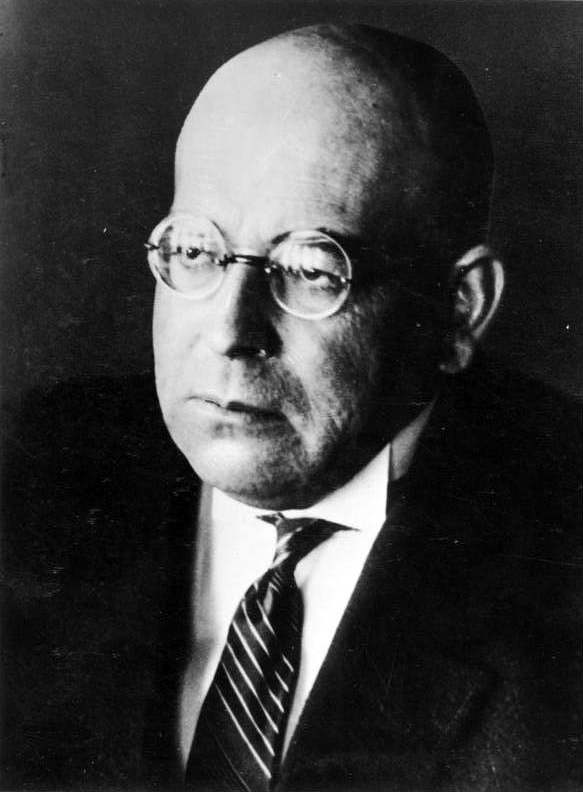
Oswald Spengler (* 1880)

- 1880: Oswald Spengler, deutscher Geschichtsphilosoph und Kulturhistoriker
- 1882: Jacobus Schoemaker, niederländischer Fußballspieler
- 1887: Carl Schröter, deutscher Politiker, MdL, MdB
- 1890: Juri Krutkow, russischer Physiker
- 1893: Marga d’Andurain, französische Abenteuerin
- 1894: Josef von Sternberg, österreichischer Filmregisseur
- 1896: Walter Abendroth, deutscher Komponist, Redakteur, Musikschriftsteller
- 1897: Erich Wolfgang Korngold, österreichischer Komponist
- 1897ː Jenny Stucke, türkische Person, erste Studentin und Ausländerin an der Universität zu Köln, Opfer der Shoa
- 1897: Johannes Winkler, deutscher Raumfahrtingenieur
- 1898: Esmond Harmsworth, 2. Viscount Rothermere, britischer Pressemagnat
- 1899: Gebhard Amann, österreichischer Politiker, LAbg

### 20. Jahrhundert

#### 1901–1925
- 1901: Hermann Kopf, deutscher Politiker, MdB

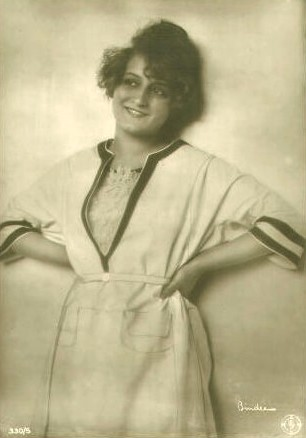
Eva May (* 1902)

- 1902: Eva May, österreichische Stummfilmschauspielerin

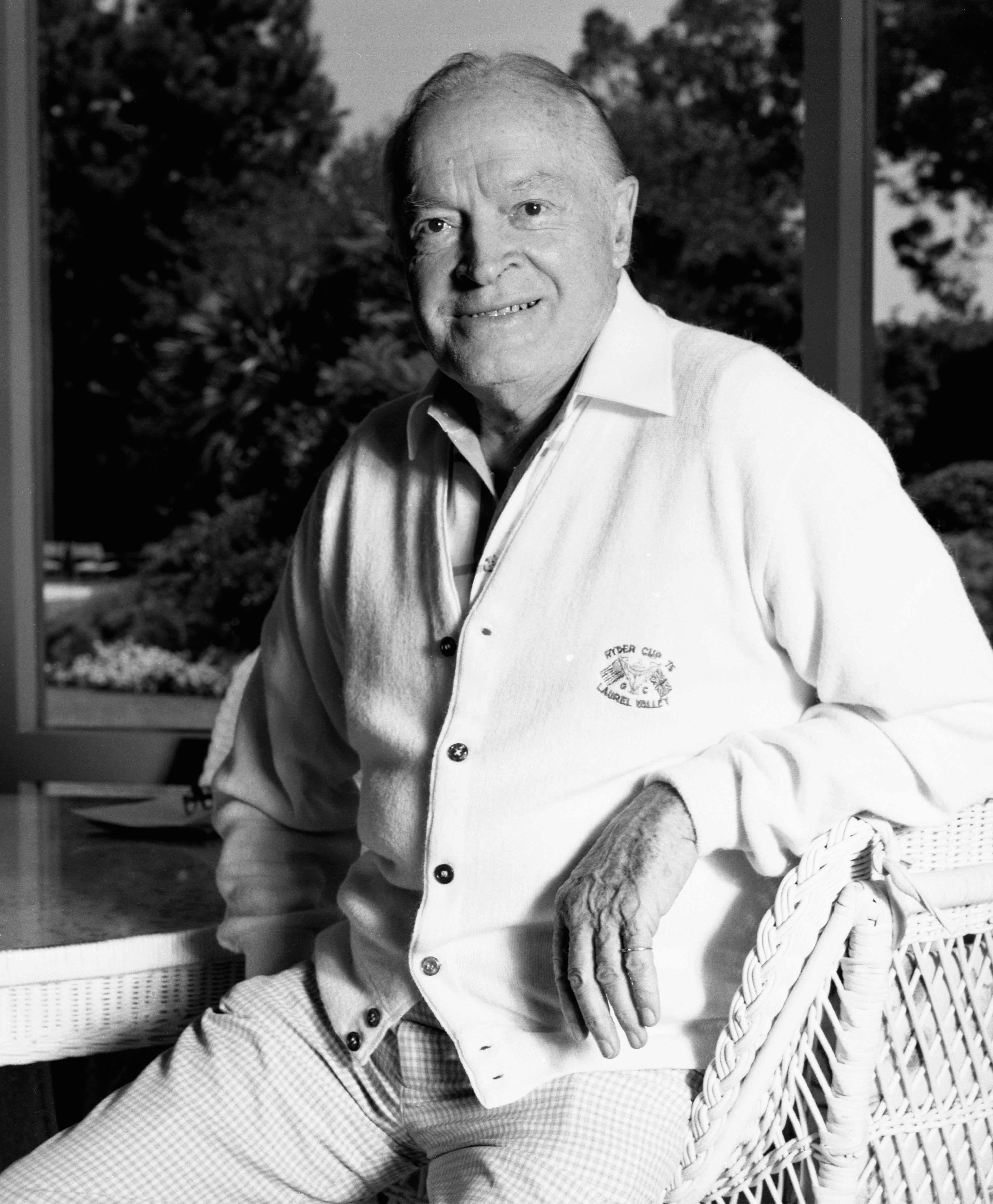
Bob Hope (* 1903)

- 1903: Bob Hope, US-amerikanischer Komiker
- 1904: Grigori Romanowitsch Ginsburg, russischer Pianist
- 1904: Gregg Toland, US-amerikanischer Kameramann
- 1905: Marigard Bantzer deutsche Kinderbuchillustratorin
- 1905: Kurt Schwabe, deutscher Chemiker
- 1905: Fela Sowande, nigerianischer Komponist, Organist und Musikpädagoge
- 1906: Paul Almásy, französischer Fotograf
- 1906: Max Cosyns, belgischer Physiker und Speläologe
- 1906ː Anna-Lülja Praun, österreichische Architektin und Designerin
- 1907: Alfred Rasser, Schweizer Kabarettist, Schauspieler und Politiker
- 1908: Hans Weigel, österreichischer Schriftsteller
- 1909: Anna-Eva Bergman, norwegische Malerin
- 1910: Peter Platzer, österreichischer Fußballspieler
- 1911: Fernando Chueca Goitia, spanischer Historiker und Architekt
- 1911: Leah Goldberg, israelische Schriftstellerin, Übersetzerin und Sprachwissenschaftlerin
- 1911: Charles Jay, französischer Komponist
- 1913: Oskar Steinbach, deutscher Motorradrennfahrer
- 1914: Anna Andersch-Marcus, deutsche Glasmalerin
- 1914: Eduard Pestel, deutscher Ingenieur
- 1915: Kenneth Arnold, US-amerikanischer Pilot und Geschäftsmann
- 1915: Karl Münchinger, deutscher Dirigent
- 1917: Miguel Ablóniz, italienischer Musiker und Komponist

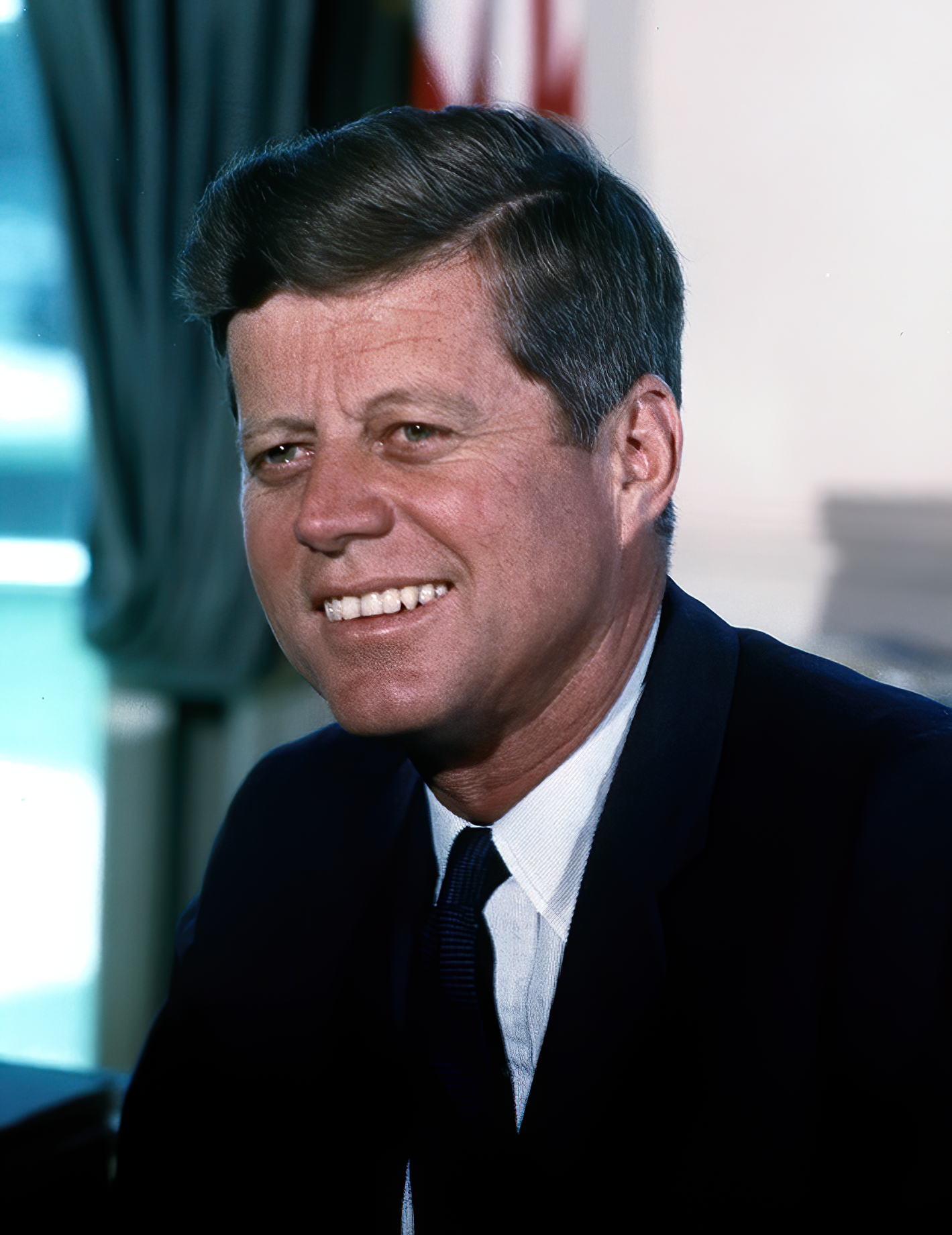
John F. Kennedy (* 1917)

- 1917: John F. Kennedy, 35. Präsident der USA
- 1918: Aksel Bonde, dänischer Ruderer
- 1918: Lazy Bill Lucas, US-amerikanischer Bluesmusiker
- 1920: John Harsanyi, ungarisch-US-amerikanischer Wirtschaftswissenschaftler
- 1920: Fredy Knie senior, Schweizer Zirkusdirektor
- 1921: Alessandro Bausani, italienischer Iranist, Islamwissenschaftler und Sprachwissenschaftler
- 1922: Iannis Xenakis, griechischer Komponist und Architekt
- 1924: Lars Bo, dänischer Künstler und Verfasser
- 1924: Miloslav Kříž, tschechischer Jurist und Basketballspieler
- 1925ː Irmgard Furchner, deutsche Sekretärin und Stenotypistin, die während der NS-Zeit im Konzentrationslager Stutthof tätig war

#### 1926–1950
- 1926: Abdoulaye Wade, senegalesischer Jurist und Politiker, Staatspräsident
- 1929: Fernande Chiocchio, kanadische Sängerin und Musikpädagogin

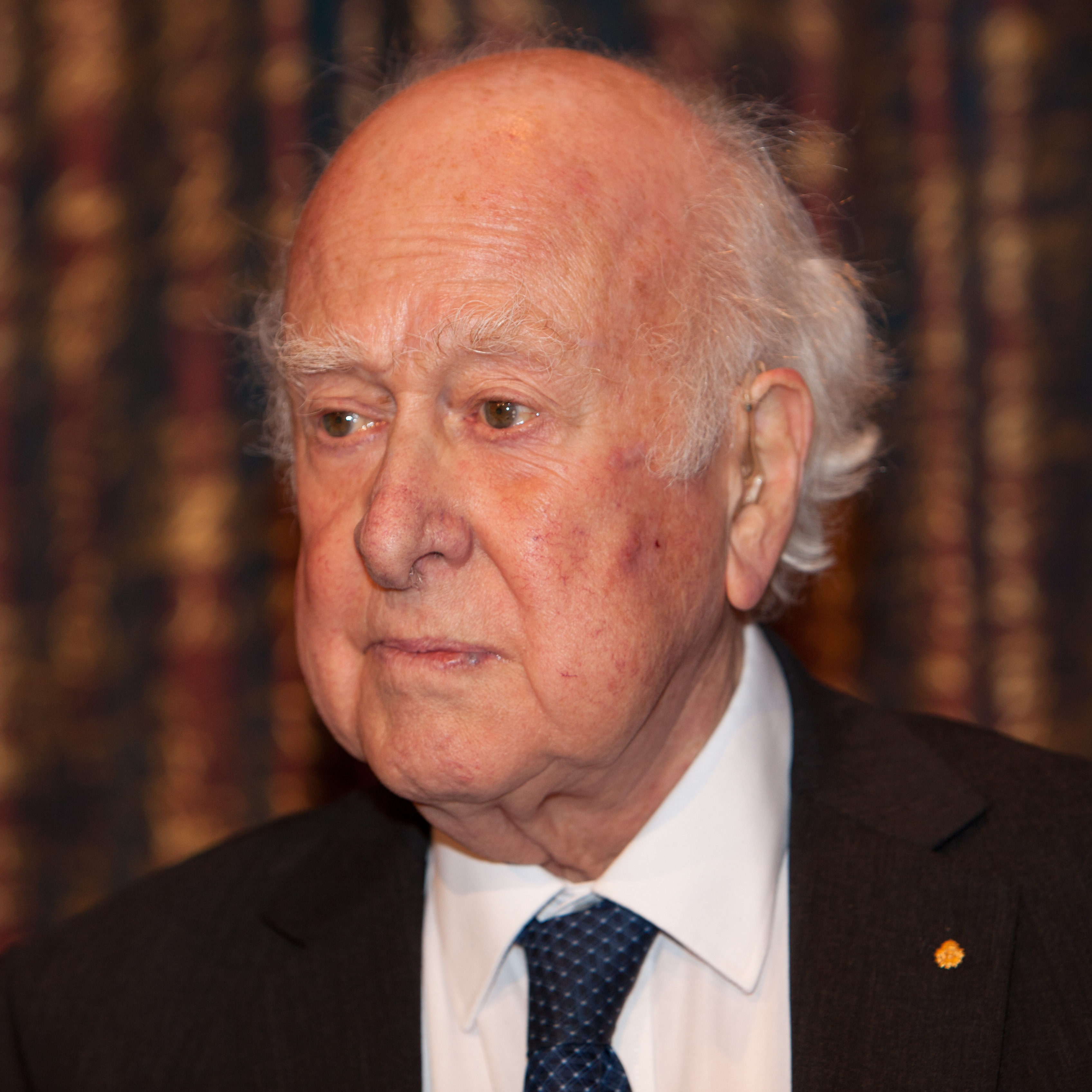
Peter Higgs (* 1929)

- 1929: Peter Higgs, britischer Physiker
- 1929: Väinö Markkanen, finnischer Sportschütze
- 1929: Peter G. J. Pulzer, britischer Historiker und Politikwissenschaftler
- 1930: Burkhard Hirsch, deutscher Politiker, MdB, Landesminister
- 1930: Ekkehard Schall, deutscher Schauspieler, Brechtdarsteller
- 1932: Norbert Achterberg, deutscher Jurist und Hochschullehrer
- 1932: Richie Guerin, US-amerikanischer Basketballspieler und -trainer
- 1932: Otto-Joachim Grüsser, deutscher Physiologe
- 1933: Tarquinio Provini, italienischer Motorradrennfahrer
- 1933: Helmuth Rilling, deutscher Chorleiter, Dirigent und Pädagoge
- 1934: Luis Aparicio, venezolanischer Baseballspieler
- 1934: Theo Lehmann, deutscher Pfarrer
- 1934: Karl-Heinz Schäfer, deutscher Bauingenieur und Bauunternehmer
- 1934: Bill Vander Zalm, kanadischer Politiker

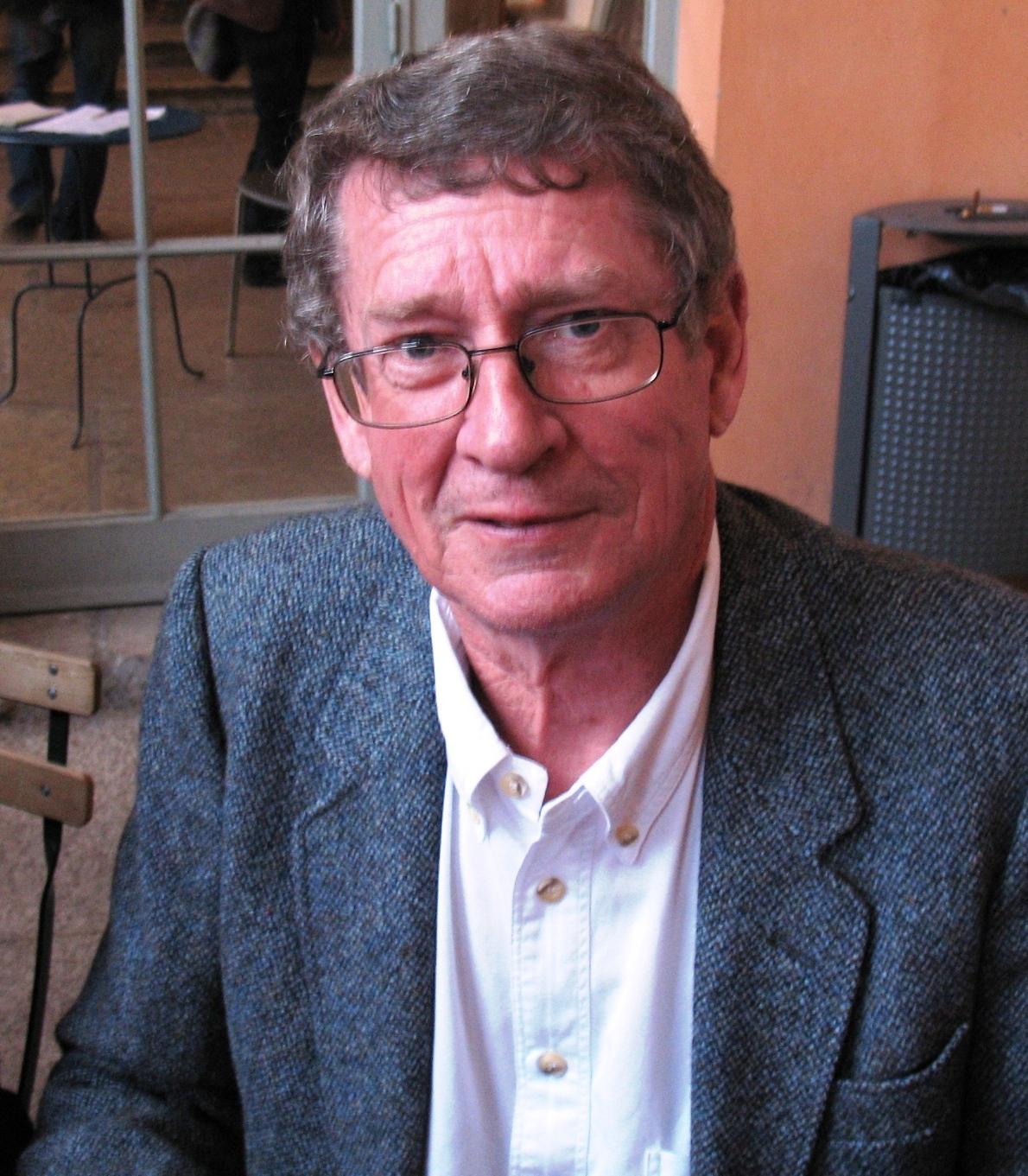
André Brink (* 1935)

- 1935: André Brink, südafrikanischer Schriftsteller
- 1935: Wolfgang Lohmann, deutscher Politiker, MdB
- 1936: Josef Deimer, deutscher Politiker, MdL, Oberbürgermeister von Landshut
- 1936: Wjatscheslaw Alexandrowitsch Owtschinnikow, russischer Komponist
- 1936: Klaus Winter, deutscher Jurist, Richter des Bundesverfassungsgerichts
- 1937: Peter Kolman, slowakisch-österreichischer Komponist
- 1937: Alois Kothgasser, Erzbischof von Salzburg
- 1937: Irmin Schmidt, deutscher Musiker
- 1937: Alwin Schockemöhle, deutscher Springreiter
- 1938: Helmut Neumann, österreichischer Komponist, Musikpädagoge und Cellist
- 1939: Mary Banotti, irische Politikerin (Fine Gael) und irisches MdEP
- 1939: Ilse Pagé, deutsche Schauspielerin
- 1939: Bernd Schmidbauer, deutscher Politiker, MdB, Parlamentarischer Staatssekretär
- 1939: Al Unser, US-amerikanischer Automobilrennfahrer
- 1940: Curtis Anthony Anderson, US-amerikanischer Philosoph
- 1941: Inger Aufles, norwegische Skilangläuferin
- 1941: Pepi Bader, deutscher Bobfahrer
- 1941: David McHugh, US-amerikanischer Komponist

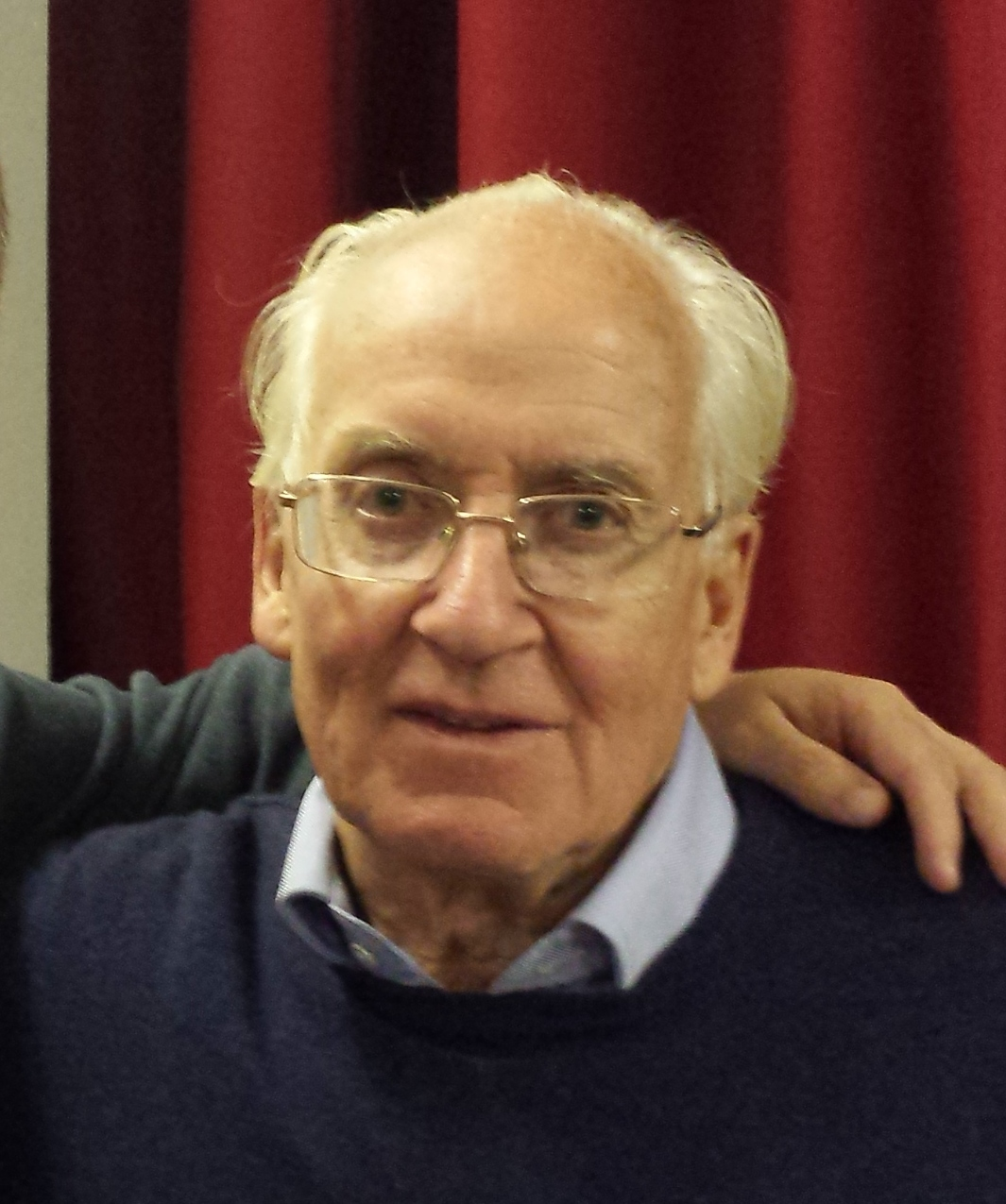
Doug Scott (* 1941)

- 1941: Doug Scott, britischer Extrembergsteiger
- 1941: Bob Simon, US-amerikanischer CBS-Korrespondent
- 1942: Cox Kocher, Schweizer Unternehmer und Automobilrennfahrer
- 1943: Burkhard Glaetzner, deutscher Oboist und Dirigent
- 1944: Helmut Berger, österreichischer Schauspieler
- 1944: Maurice Bishop, grenadischer Putschist und Politiker, Premierminister
- 1944: Dagmar Chidolue, deutsche Schriftstellerin
- 1944: Nicole El Karoui, französische Mathematikerin
- 1944: Herta Nagl-Docekal, österreichische Philosophin
- 1945: Gary Brooker, britischer Musiker, Songschreiber und Sänger
- 1945: Catherine Lara, französische Sängerin
- 1946: Jean-Louis Capette, französischer Automobilrennfahrer
- 1946: Héctor Yazalde, argentinischer Fußballspieler
- 1947: Astrid Proll, deutsche RAF-Angehörige und Fotografin
- 1948: Michael Berkeley, britischer Komponist
- 1948: Nick Mancuso, kanadischer Schauspieler
- 1948: Walter Müller: Manager und Fußballfunktionär

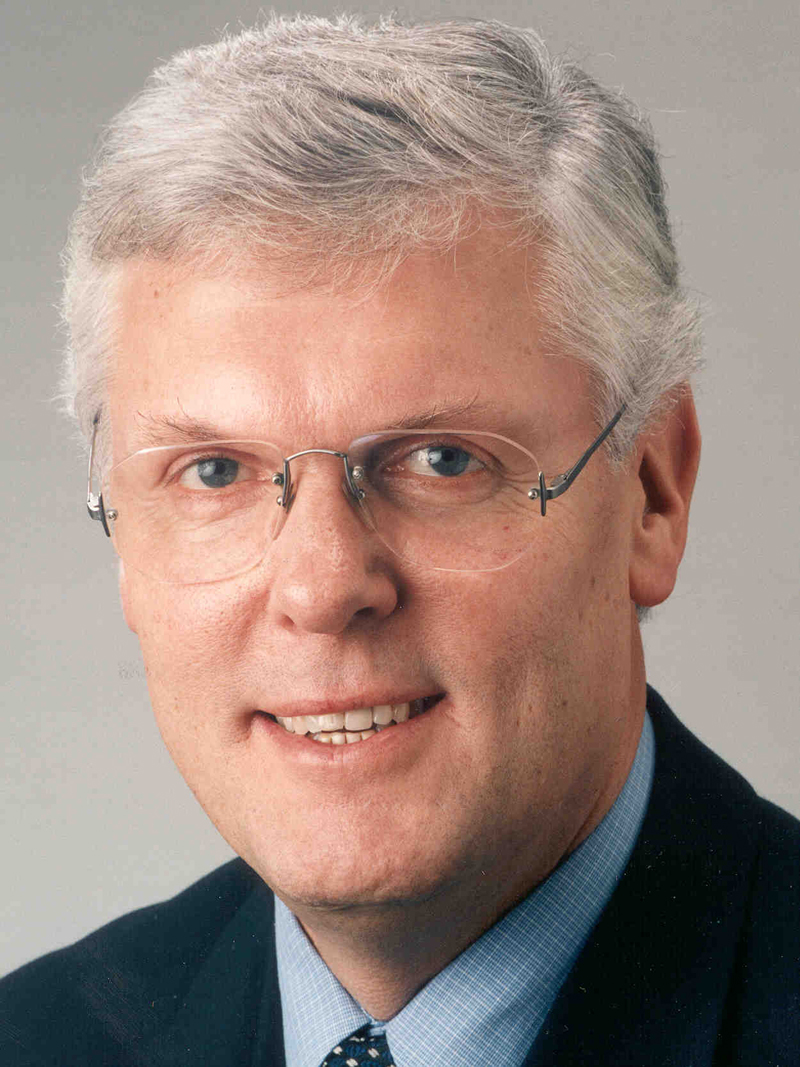
Peter Paziorek (* 1948)

- 1948: Peter Paziorek, deutscher Basketballspieler und Politiker, MdB, Parlamentarischer Staatssekretär, Regierungspräsident von Münster
- 1948: Günter Sebert, deutscher Fußballspieler
- 1949: Brian Kidd, englischer Fußballspieler
- 1949: Johann Krieger, deutscher Jurist und Kommunalpolitiker
- 1949: Francis Rossi, britischer Komponist, Sänger und Gitarrist
- 1950: Oskar Ansull, deutscher Schriftsteller und Rezitator
- 1950: Hermann Gretsch, deutscher Gestalter
- 1950: Lothar Hay, deutscher Politiker, MdL, Landesminister

#### 1951–1975
- 1952: Walter Landin, deutscher Mundartdichter
- 1952: Pia Tafdrup, dänische Dichterin und Schriftstellerin
- 1952: Georg Wessels, deutscher Schuhmacher
- 1953: Alexander Gawriilowitsch Abdulow, russischer Schauspieler und Regisseur

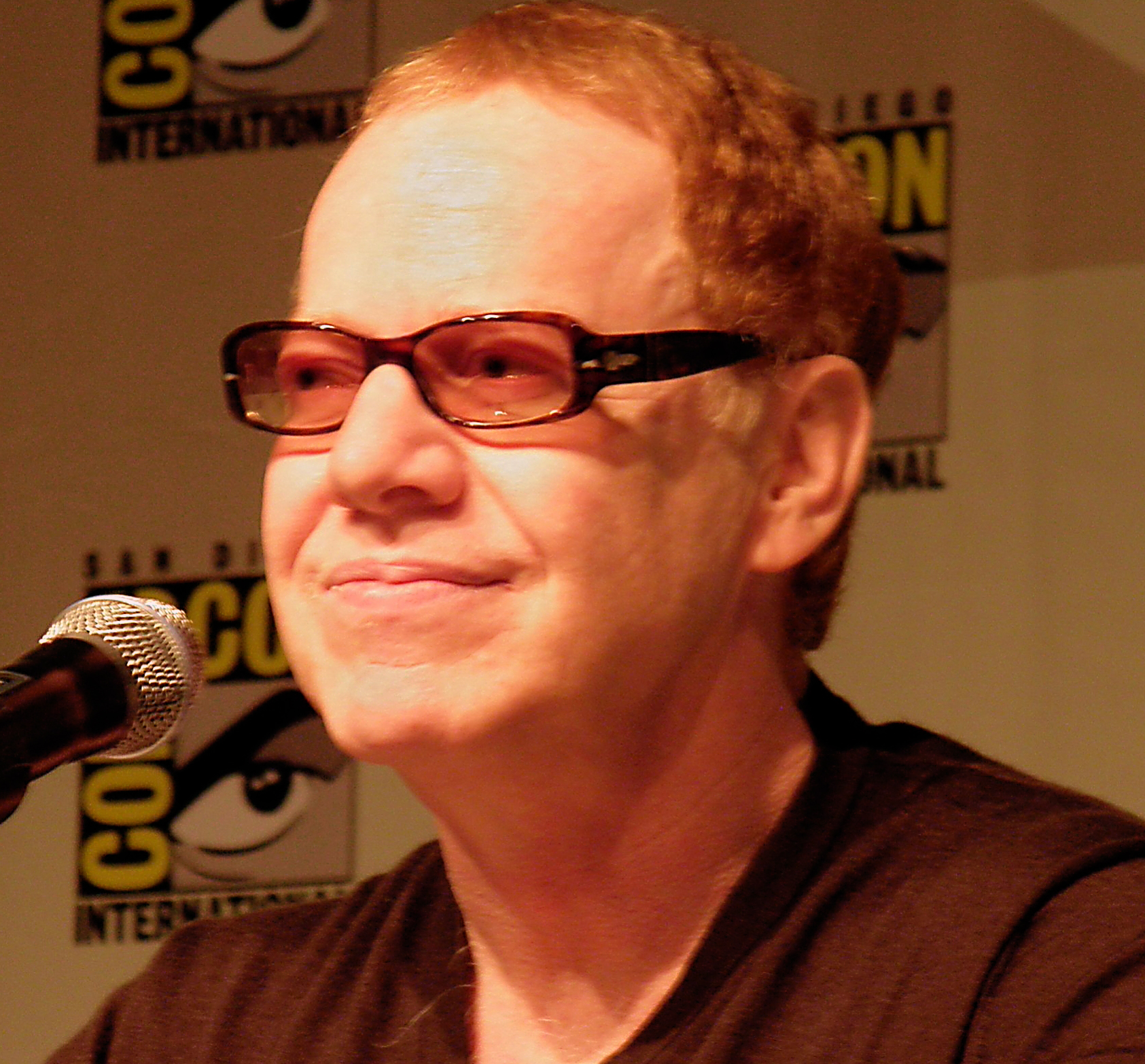
Danny Elfman (* 1953)

- 1953: Danny Elfman, US-amerikanischer Filmmusikkomponist
- 1953: Michel Krine, französischer Unternehmer und Automobilrennfahrer
- 1953: Jürgen Schützinger, deutscher Politiker
- 1954: John Hencken, US-amerikanischer Schwimmer
- 1954: Angelika Perdelwitz, deutsche Schauspielerin
- 1954: Jacqueline Todten, deutsche Leichtathletin, Olympiamedaillengewinnerin
- 1955: Olha Bajtaljuk, sowjetische Ruderin
- 1955: Frank Baumgartl, deutscher Leichtathlet, Olympiamedaillengewinner
- 1955: Gerhard Dörfler, österreichischer Politiker
- 1955: Pascal Dusapin, französischer Komponist
- 1955: John Hinckley, Jr., US-amerikanischer Attentäter
- 1955: Mike Porcaro, US-amerikanischer Bassist
- 1955: Frank Wartenberg, deutscher Leichtathlet, Olympiamedaillengewinner

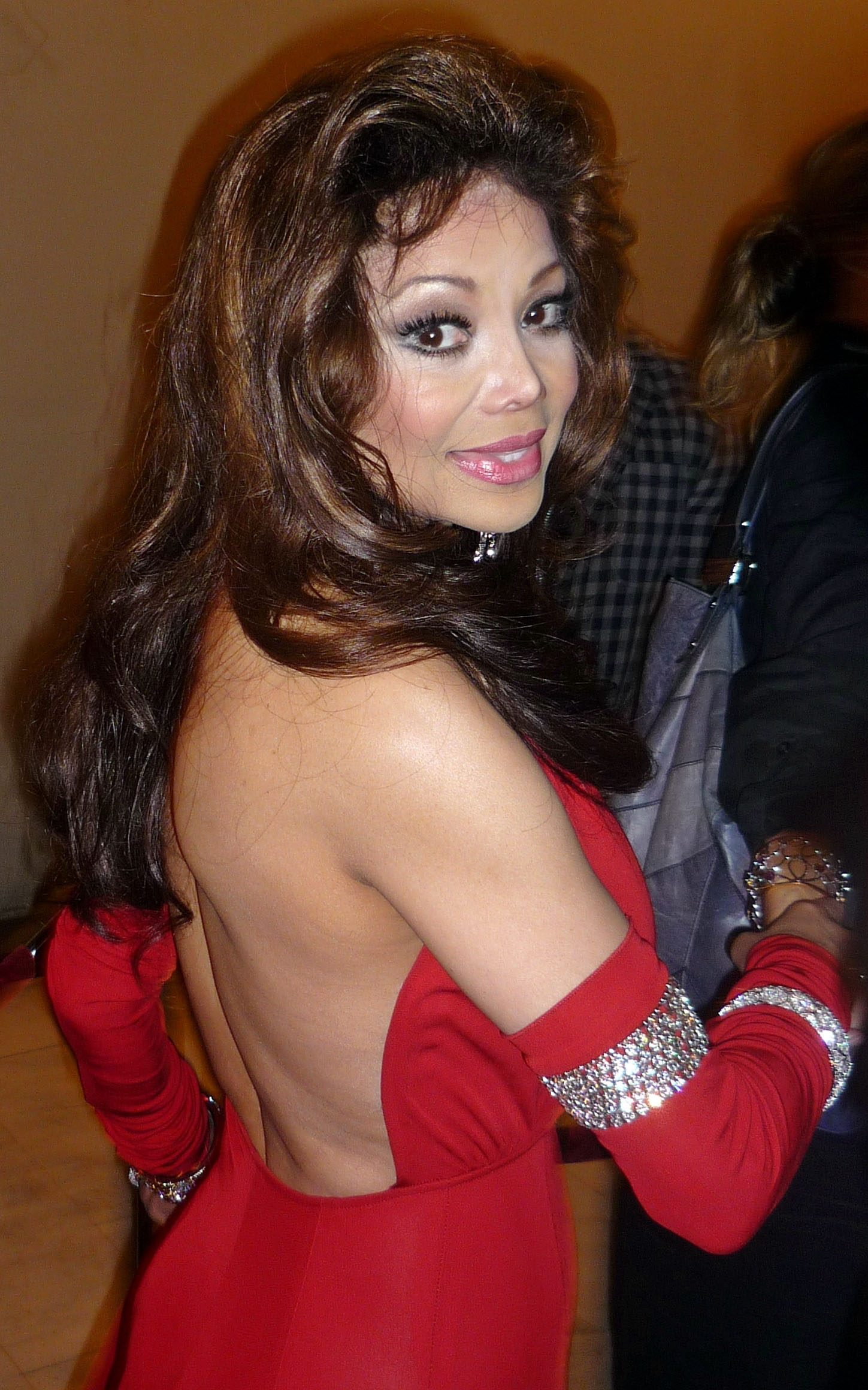
La Toya Jackson (* 1956)

- 1956: La Toya Jackson, US-amerikanische Sängerin
- 1956: Verena Lappe, deutsche Politikerin, MdHB, LGBT-Aktivistin
- 1956: Filippo Lombardi, Schweizer Politiker
- 1956: Anant Singh, südafrikanischer Filmproduzent und Apartheidsgegner
- 1957: Peter R. Adam, deutscher Filmeditor
- 1957: Lynne Arriale, US-amerikanische Jazz-Pianistin und Hochschullehrerin
- 1957: Ted Levine, US-amerikanischer Schauspieler
- 1957: Mohsen Makhmalbaf, iranischer Filmregisseur und Autor
- 1958: Annette Bening, US-amerikanische Schauspielerin
- 1958: Till Mairhofer, österreichischer Verleger und Schriftsteller
- 1958: Uwe Rapolder, deutscher Fußballtrainer
- 1958: Gabi Troeger-Weiß, deutsche Raumplanerin
- 1958: Kenny Washington, US-amerikanischer Jazzschlagzeuger
- 1959: Susanne Czepl, österreichische Schauspielerin
- 1959: Rupert Everett, britischer Schauspieler
- 1959: Mel Gaynor, britischer Schlagzeuger
- 1959: Steve Hanley, irischer Musiker

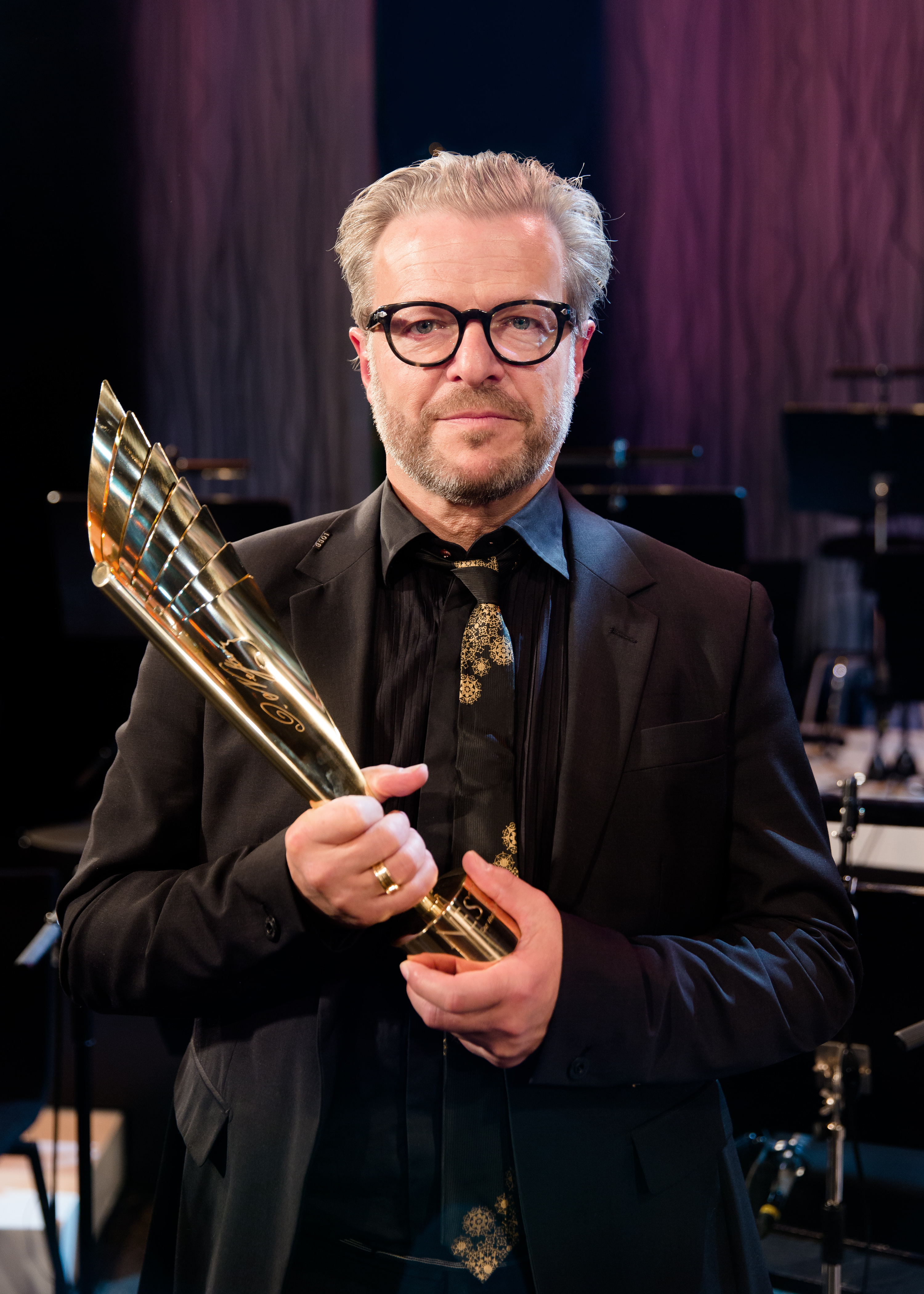
Roland Koch (* 1959)

- 1959: Roland Koch, Schweizer Schauspieler
- 1959: Adrian Paul, britischer Schauspieler
- 1960: Jesse Johnson, US-amerikanischer Musiker
- 1961: Thomas Bucheli, Schweizer Meteorologe und Fernsehmoderator
- 1961: Melissa Etheridge, US-amerikanische Rockmusikerin und Gitarristin
- 1961: Vadim Werbitzky, deutsch-russischer Komponist
- 1962: Semino Rossi, argentinisch-österreichischer Schlagersänger
- 1963: Blaze Bayley, britischer Rockmusiker und Sänger
- 1963: Olaf Blaschke, deutscher Historiker
- 1963: Ukyō Katayama, japanischer Automobilrennfahrer

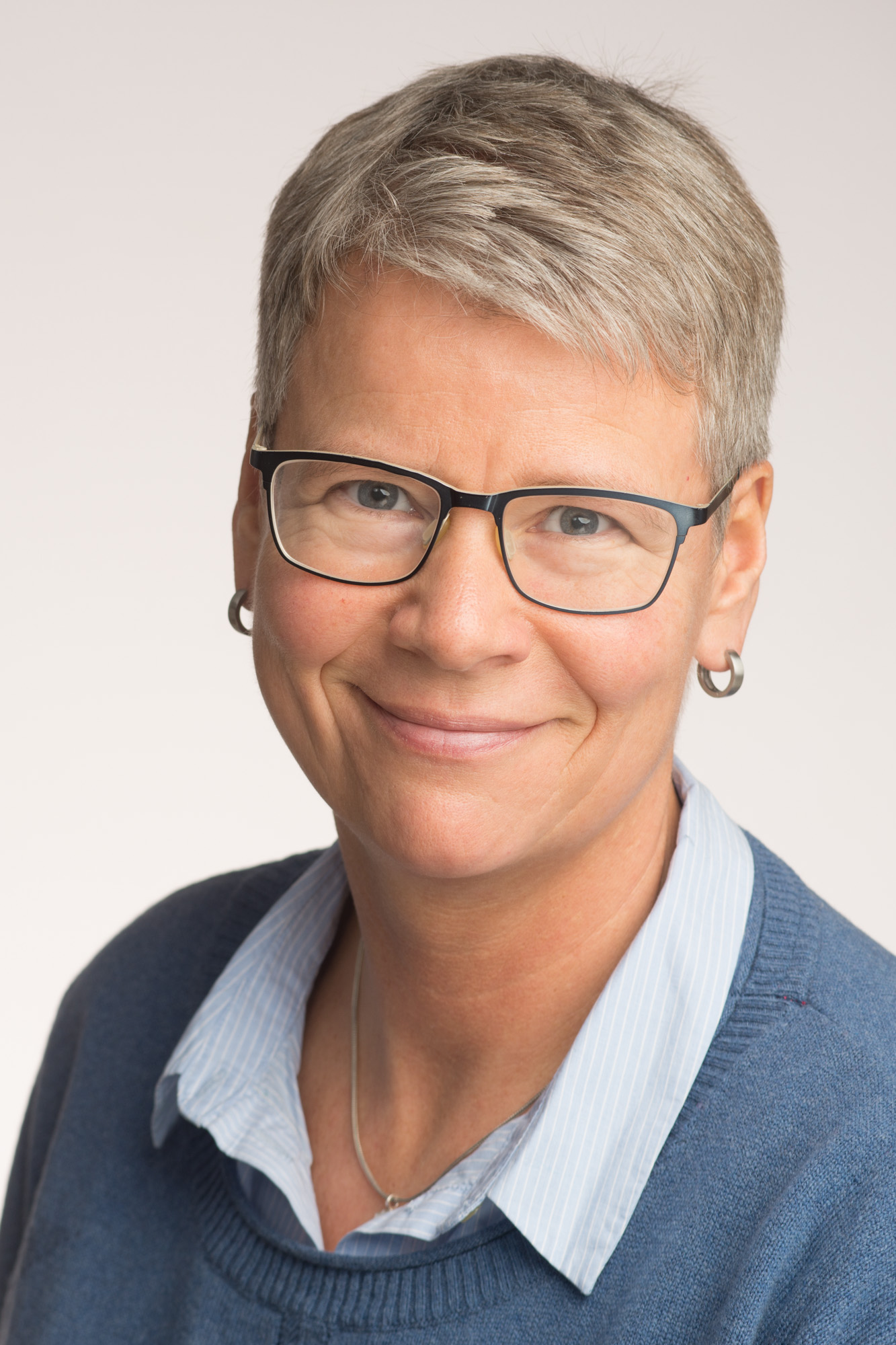
Kerstin Soederblom (* 1963)

- 1963: Kerstin Söderblom, deutsche Pfarrerin, LGBT-Aktivistin
- 1963: Stephan Weidner, deutscher Musiker, Songschreiber und Sänger
- 1963ː Gesine Weinmiller, preisgekrönte deutsche Architektin
- 1964. Robert Buchschwenter, italienisch-österreichischer Drehbuchautor und Dramaturg, Filmkurator, Publizist und Moderator
- 1964: Emanuele Cisi, italienischer Jazzsaxophonist
- 1964: Markus Föderl, österreichischer Redakteur und Fernsehmoderator
- 1964: Albert Frey, deutscher Sänger, Songwriter und Musikproduzent
- 1964: Andreas Gerth, Schweizer Fotograf
- 1964: Jürgen Hahn, deutscher Jazztrompeter und Komponist
- 1964: Sven Hanuschek, deutscher Literaturwissenschaftler, Publizist und Hochschullehrer
- 1964: Andreas Heusch, deutscher Jurist
- 1964: Lars Kaalund, dänischer Schauspieler, Regisseur und Drehbuchautor
- 1964: Oswaldo Negri, brasilianischer Automobilrennfahrer
- 1964: Gerhard Pfeifer, österreichischer Brigadier
- 1964: Manfred Salmhofer, österreichischer Physiker
- 1964: Markus Schimpp, deutscher Pianist, Komponist, Moderator und Bühnenkünstler
- 1964: Daniel Stelter, deutscher Ökonom und Sachbuchautor
- 1964: Martin Traxl, österreichischer Journalist und Fernsehmoderator
- 1965: Pierre-François Aubameyang, gabunischer Fußballspieler, Fußballtrainer, Scout und Berater
- 1966: Stephan Brandner, deutscher Rechtsanwalt und Politiker
- 1967: Omar Arellano Nuño, mexikanischer Fußballspieler und -trainer
- 1967: Lucas Brunner, Schweizer Schachspieler
- 1967: Noel Gallagher, britischer Musiker, Songschreiber und Sänger („Oasis“)
- 1967: Heidi Mohr, deutsche Fußballspielerin
- 1968: Karsten Homrighausen, deutscher Feuerwehrmann
- 1968: Sigríður Ingibjörg Ingadóttir, isländische Politikerin
- 1969: Mark Krys, kanadischer Eishockeyspieler

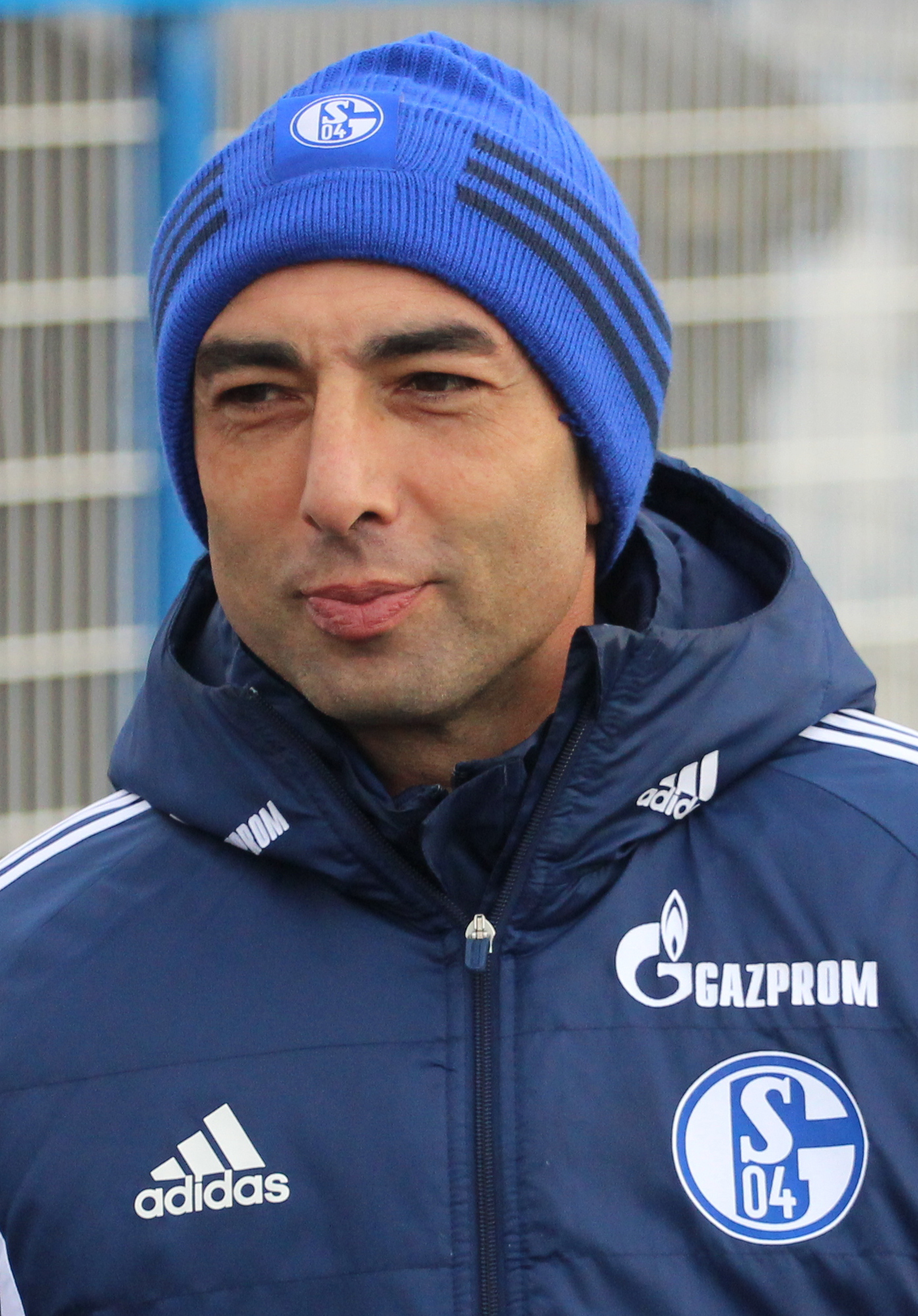
Roberto Di Matteo (* 1970)

- 1970: Roberto Di Matteo, italienischer Fußballspieler und -trainer
- 1970: Julian Sas, niederländischer Blues-, Bluesrock-Gitarrist und -Sänger
- 1970: Sergei Jurjewitsch Slobin, russischer Automobilrennfahrer
- 1971: Éric Lucas, kanadischer Boxer
- 1971: Bernd Mayländer, deutscher Rennfahrer
- 1972: Simon Jones, britischer Musiker
- 1972: Rhaban Straumann, Schweizer Schauspieler, Satiriker und Autor
- 1973: Aydo Abay, deutscher Sänger und Songwriter
- 1973: Anthony Azizi, US-amerikanischer Schauspieler
- 1974: Oliver Fleischer, deutscher Schauspieler
- 1975: Melanie B, britische Sängerin („Spice Girls“)
- 1975: David Burtka, US-amerikanischer Schauspieler

#### 1976–2000
- 1976: Caçapa, brasilianischer Fußballspieler
- 1976: Alexander Job, deutscher Handballspieler und -trainer
- 1977: Massimo Ambrosini, italienischer Fußballspieler
- 1977: Rosa María Andrés Rodríguez, spanische Tennisspielerin
- 1977: Marco Cassetti, italienischer Fußballspieler
- 1977: Sandrine Mittelstädt, deutsche Schauspielerin und Sprecherin
- 1977: Lebo Lebo, ehemaliger angolanischer Fußballspieler

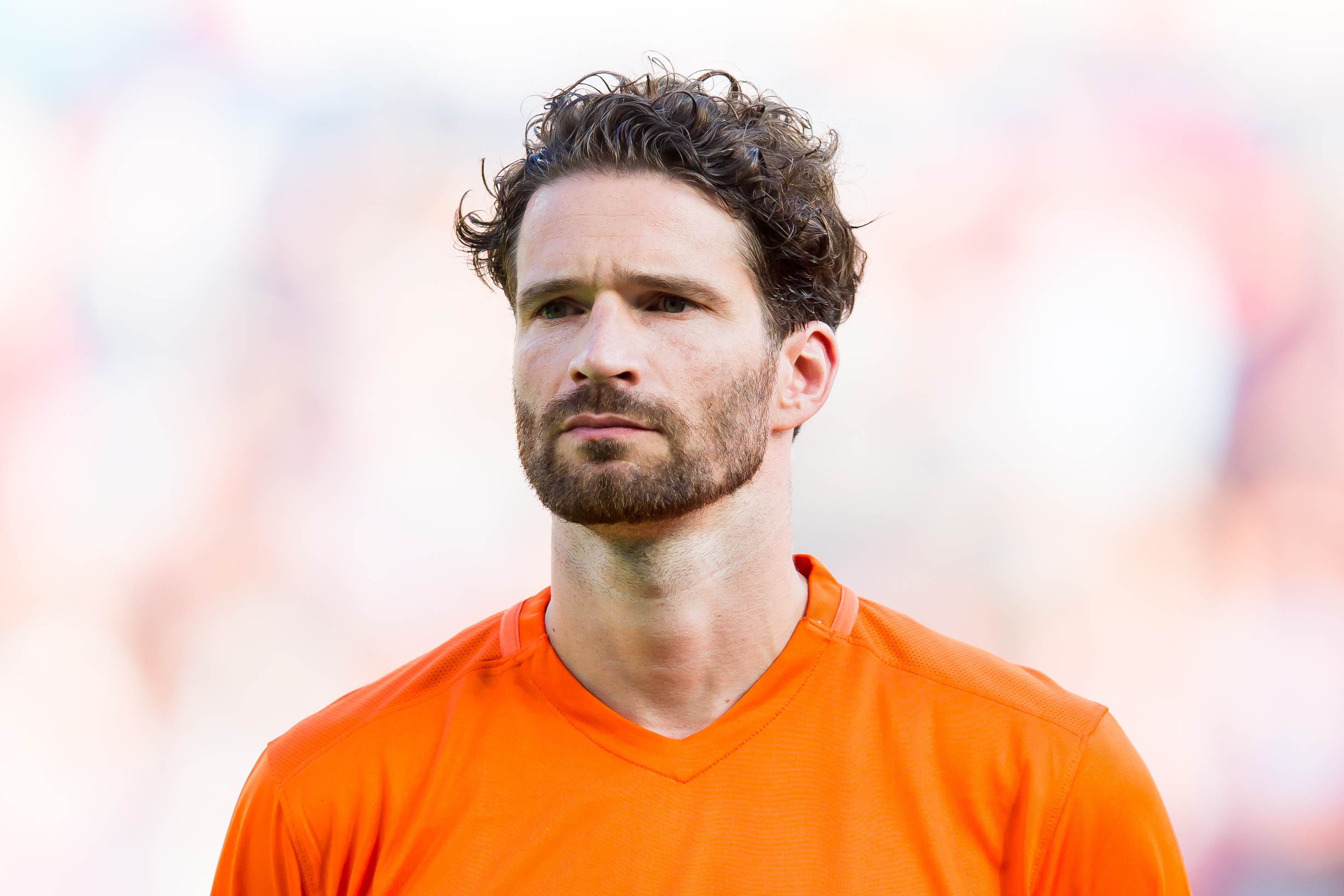
Arne Friedrich (* 1979)

- 1979: Arne Friedrich, deutscher Fußballspieler
- 1979: Martin Stocklasa, Liechtensteiner Fußballspieler
- 1980: Thomas Antonic, österreichischer Literaturwissenschaftler, Autor und Musiker
- 1980: Ernesto Farías, argentinischer Fußballspieler
- 1980: Dagmar Geppert, deutsche Schauspielerin
- 1981: Andrei Sergejewitsch Arschawin, russischer Fußballspieler
- 1982: Hisham Mohd Ashour, ägyptischer Squashspieler
- 1982: Ailyn, spanische Sängerin
- 1982: Elyas M’Barek, österreichischer Schauspieler
- 1983: Christopher Fogt, US-amerikanischer Bobsportler und Major der United States Army
- 1983: Nele Kiper, deutsche Schauspielerin
- 1983: Alberto Medina, mexikanischer Fußballspieler

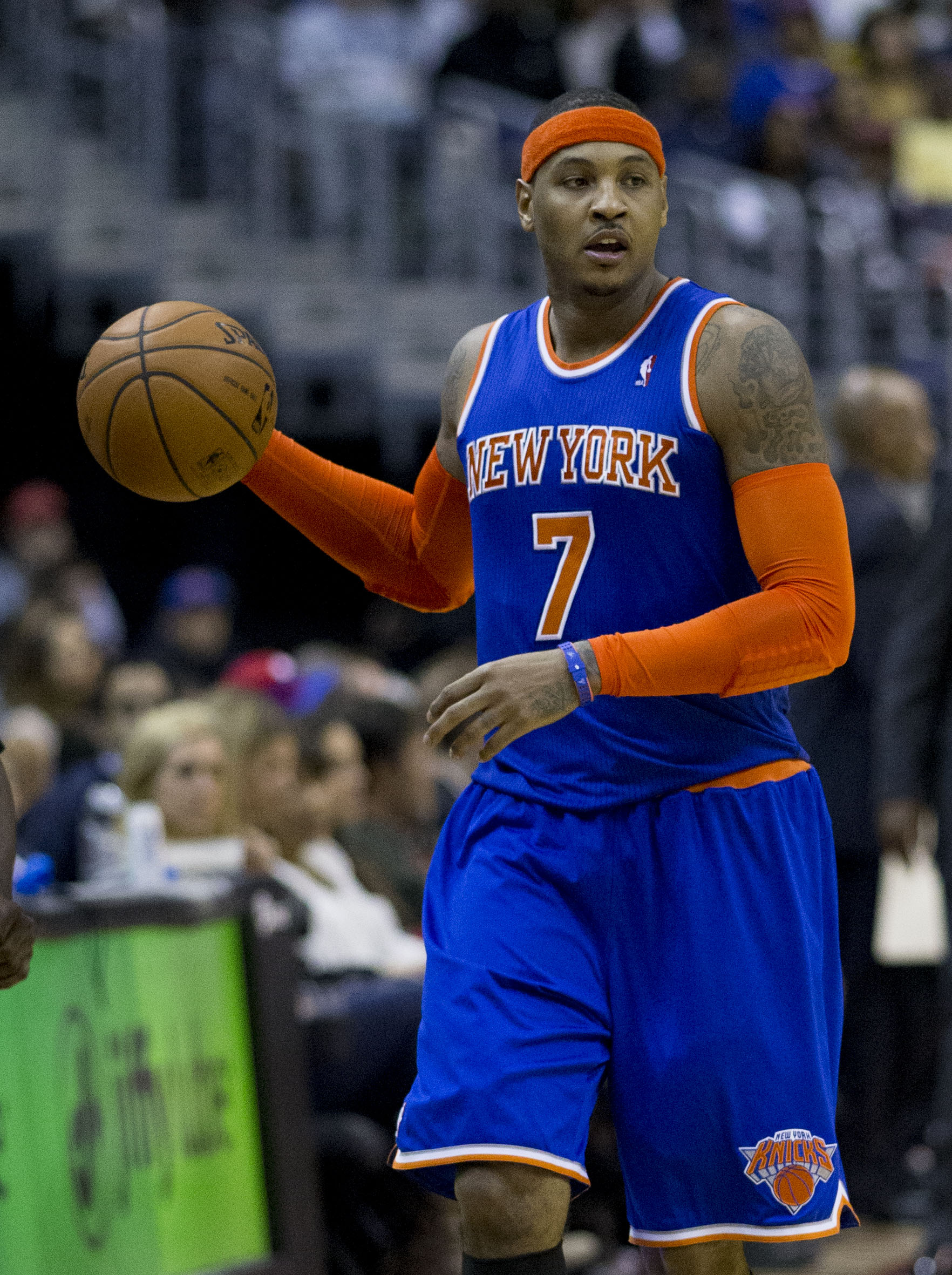
Carmelo Anthony (* 1984)

- 1984: Carmelo Anthony, US-amerikanischer Basketballspieler
- 1985: Simone Bentivoglio, italienischer Fußballspieler
- 1985: Maike Daniels, deutsche Handballspielerin
- 1985: Hernanes, brasilianischer Fußballspieler
- 1985: Leni Wesselman, deutsche Schauspielerin
- 1986: Cyril Bessy, französischer Straßenradrennfahrer
- 1986: Caio, brasilianischer Fußballspieler
- 1986: Giorgi Kruaschwili, georgischer Fußballschiedsrichter
- 1987: Lina Andrijauskaitė, litauische Weitspringerin
- 1987: Taner Ari, österreichisch-türkischer Fußballspieler
- 1987: Anita Briem, isländische Musikerin und Schauspielerin

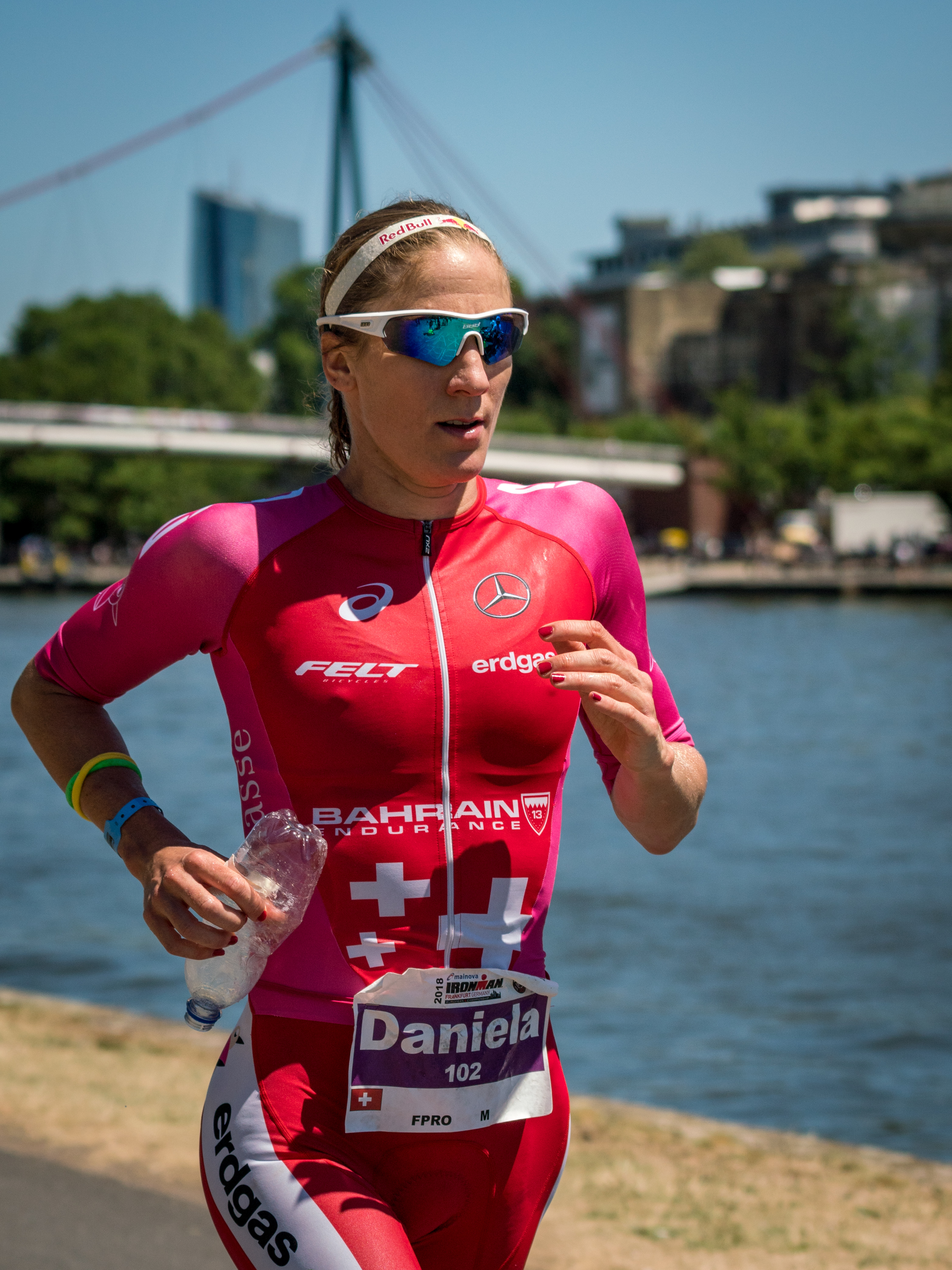
Daniela Ryf (* 1987)

- 1987: Daniela Ryf, Schweizer Triathletin
- 1988: Tobin Heath, US-amerikanische Fußballspielerin
- 1988: Daria Kinzer, deutsch-kroatische Sängerin
- 1989: Alon Abelski, deutscher Fußballspieler
- 1989: Martín Campaña, uruguayischer Fußballspieler
- 1989: Riley Keough, US-amerikanische Schauspielerin und Model
- 1989: Victoria Reich, deutsche Schauspielerin
- 1990: Antony Golec, australischer Fußballspieler
- 1991: Arijan Ademi, kroatischer Fußballspieler
- 1991: Layes Abdullayeva, aserbaidschanische Mittelstrecken-, Langstrecken- und Hindernisläuferin
- 1991: Sergi Guardiola, spanischer Fußballspieler
- 1991: Steven Matz, US-amerikanischer Baseballspieler
- 1992: Anne-Luise Tietz, deutsche Schauspielerin
- 1992: Alessandro Tonelli, italienischer Radrennfahrer
- 1993: Richard Carapaz, ecuadorianischer Radrennfahrer
- 1993: Maika Monroe, US-amerikanische Schauspielerin
- 1994: Dan Feeney, US-amerikanischer American-Football-Spieler
- 1995: Joss Advocaat, kanadischer Geschwindigkeitsskifahrer

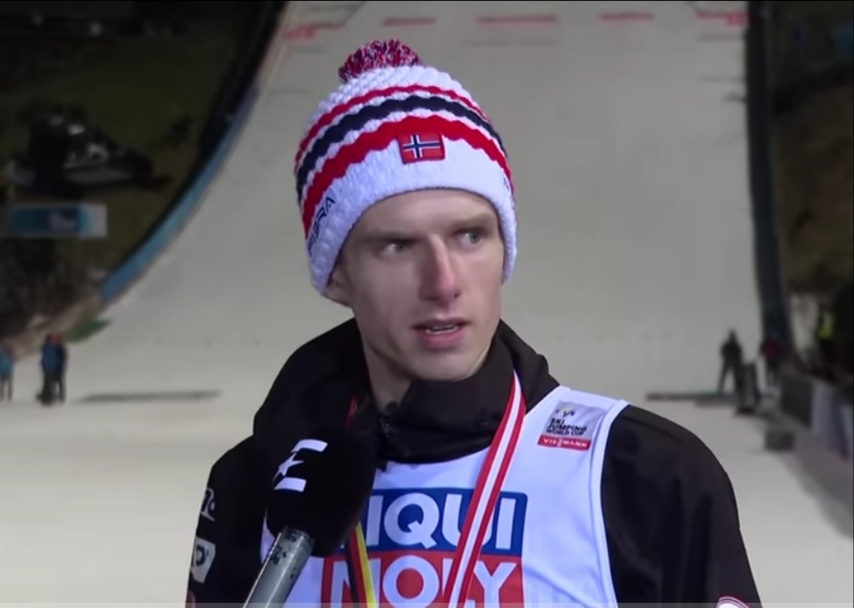
Halvor Egner Granerud (* 1996)

- 1996: Halvor Egner Granerud, norwegischer Skispringer
- 1997: Lukas Knapp, österreichischer Sportkletterer
- 1997: Walerija Wasnezowa, russische Biathletin
- 1998: Clément Champoussin, französischer Radrennfahrer
- 1998: Jobel Mokonzi, angolanische Schauspielerin
- 1998: Felix Passlack, deutscher Fußballspieler

### 21. Jahrhundert
- 2004: Enzo Valentim, brasilianischer Motorradrennfahrer
- 2006: Dommaraju Gukesh, indischer Schachgroßmeister

## Gestorben

### Vor dem 16. Jahrhundert
- 0931: Jimeno, König von Navarra
- 1026: Adelheid von Anjou, Gemahlin des späteren französischen Königs Ludwig V.
- 1029: Hermann von Eenham, Markgraf von Eenham, Graf von Verdun sowie Graf im Eifelgau und in Westfalen
- 1040: Rainald I., Graf von Nevers
- 1108: Sancho Alfónsez, Thronfolger von León-Kastilien
- 1108: García Ordóñez, kastilischer Adliger
- 1137: Bruno II. von Berg, Erzbischof von Köln
- 1146: Egilbert, Bischof von Bamberg
- 1205: Rudolf I., Bischof von Verden

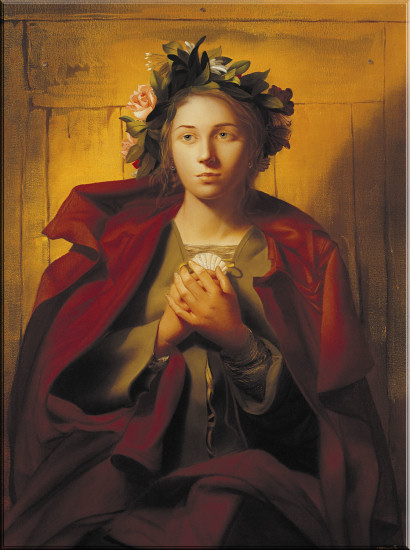
Bona von Pisa († 1207)

- 1207: Bona von Pisa, Augustinerin und Schutzpatronin
- 1250: Robert of Lexinton, englischer Geistlicher und Richter
- 1259: Christoph I., König von Dänemark
- 1275: Sophie von Brabant, Herzogin von Brabant und Stammmutter des Hauses Hessen
- 1299: John Giffard, 1. Baron Giffard, englischer Adeliger und Militär
- 1317: Guido von Avesnes, Bischof von Utrecht
- 1343: Francesco I. Manfredi, 1. Herr von Faenza und Imola
- 1379: Heinrich II., König von Kastilien und León
- 1411: Hermann von Alen, deutscher Kaufmann und Bürgermeister von Lübeck
- 1425: Hongxi, vierter chinesischer Kaiser der Ming-Dynastie
- 1432: Johannes Holt, deutscher Theologe, Hochschullehrer und Domherr
- 1453: Konstantin XI., letzter byzantinischer Kaiser
- 1457: Johann Schleeter, Weihbischof von Köln
- 1458: Hermann von Sachsenheim, deutscher Dichter
- 1460: Bolko V. (Oppeln), Herzog von Oppeln und Klein Glogau
- 1500: Bartolomeu Dias, portugiesischer Seefahrer und Entdecker

### 16. bis 18. Jahrhundert

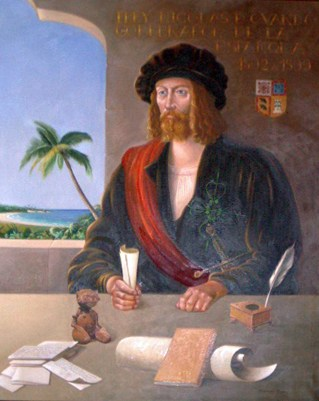
Nicolás de Ovando († 1511)

- 1511: Nicolás de Ovando, spanischer Soldat und Gouverneur von Hispaniola
- 1531: Georg Truchsess von Waldburg-Zeil, deutscher Heerführer im Bauernkrieg genannt „Bauernjörg“
- 1546: David Beaton, schottischer Kardinal
- 1555: Heinrich II., Titularkönig von Navarra
- 1576: Petrus Paganus, deutscher neulateinischer Dichter und Humanist
- 1578: Jacques de Lévis, comte de Caylus, französischer Adliger und Teilnehmer am Duell der Mignons
- 1586: Adam Lonitzer, deutscher Naturforscher, Arzt und Botaniker
- 1612: Joachim Zehner, Geistlicher und Superintendent in Schleusingen
- 1622: Johann Salmuth, deutscher lutherischer Theologe
- 1628: Anaukpetlun, König von Hongsawadi
- 1637: Jiří Třanovský, slowakischer Hymnendichter und Komponist
- 1659: Robert Rich, 3. Earl of Warwick, englischer Adeliger
- 1660: Frans van Schooten, niederländischer Mathematiker
- 1682: Benjamin Olitzsch, kursächsischer Bergbeamter und Leiter einer Expedition sächsischer Bergleute nach Ostindien
- 1691: Cornelis Tromp, niederländischer Marineoffizier
- 1695: Giuseppe Recco, neapolitanischer Stilllebenmaler
- 1697: Siface (eigtl. Giovanni Francesco Grossi), italienischer Sänger und Kastrat
- 1704: Johann Schadowitz, kroatischer Reiter, historisches Vorbild für die sorbische Sagengestalt Krabat
- 1706: Caspar March, deutscher Mediziner
- 1707: Samuel Bottschild, Dresdner Maler
- 1716: Carl Piper, schwedischer Staatsmann
- 1717: Tobias Dressel, sächsischer Orgelbauer
- 1750: Giuseppe Porsile, italienischer Komponist und Gesangslehrer
- 1767: Johann Dietrich von Hülsen, preußischer Generalleutnant
- 1789: Johann Peter Miller, deutscher evangelischer Geistlicher und Hochschullehrer
- 1790: Israel Putnam, britischer Offizier im Franzosen- und Indianerkrieg

### 19. Jahrhundert
- 1807: Léonard Bourdon, französischer Politiker

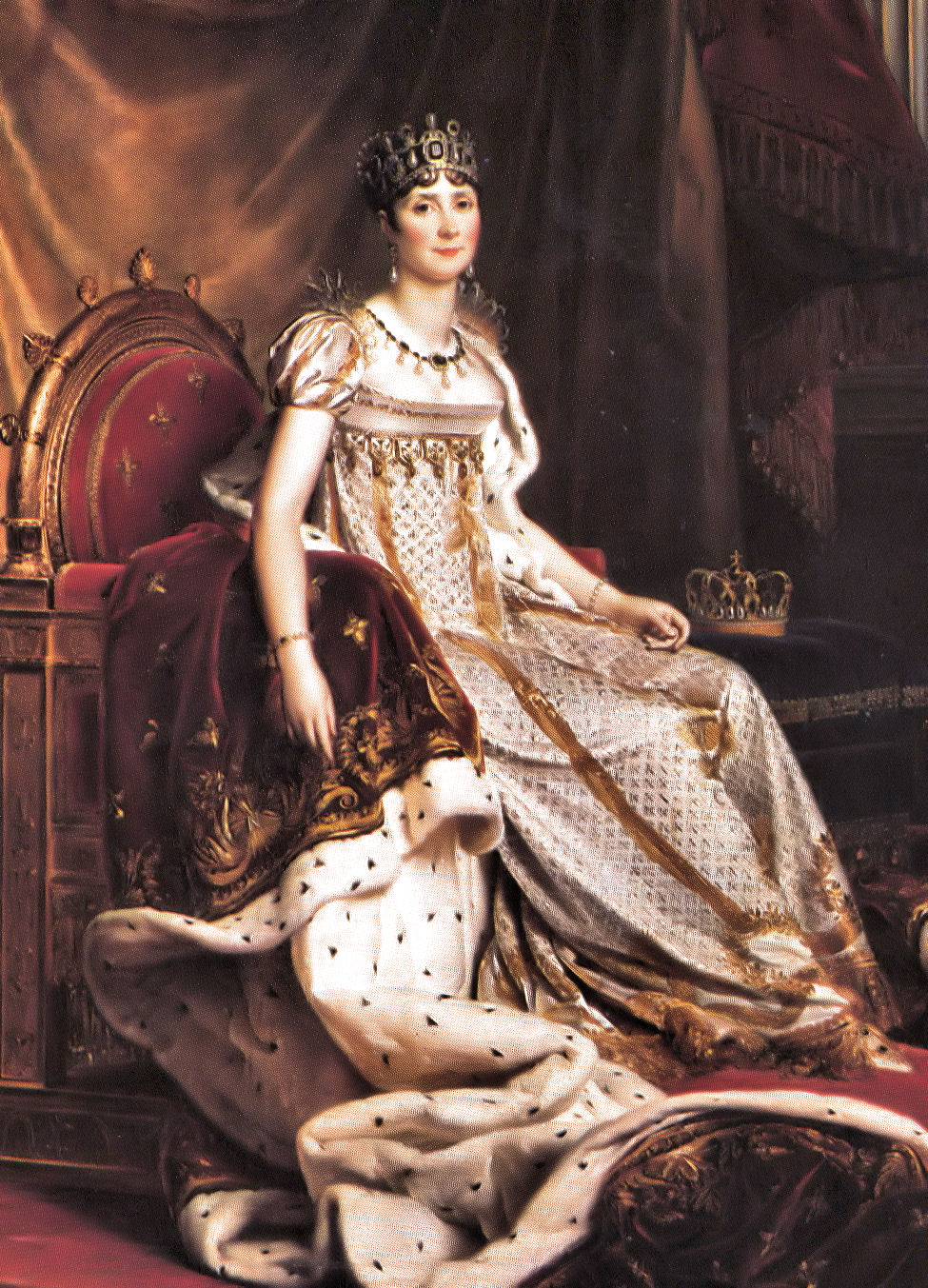
Joséphine de Beauharnais († 1814)

- 1814: Joséphine de Beauharnais, Kaiserin der Franzosen
- 1820: Christian Konrad Wilhelm von Dohm, preußischer Diplomat und aufklärerischer Schriftsteller
- 1823: Girolamo Ruggia, Schweizer Jesuit und Hochschullehrer
- 1826: Wilhelm Jacob Jagwitz, preußischer Beamter
- 1829: Humphry Davy, britischer Chemiker
- 1831: Gottfried Fähse, deutscher klassischer Philologe und Pädagoge
- 1833: Paul Johann Anselm von Feuerbach, deutscher Rechtsgelehrter und Begründer der modernen deutschen Strafrechtslehre
- 1847: Emmanuel de Grouchy, französischer General und Marschall von Frankreich
- 1857: Sophie Friederike von Österreich, österreichische Erzherzogin, Tochter von Kaiser Franz-Josef I. und Kaiserin Elisabeth
- 1861: Joachim Lelewel, polnischer Historiker und Freiheitskämpfer
- 1861: Johann Georg Volkart, Schweizer Kaufmann und Unternehmer
- 1862: Franciszek Mirecki, polnischer Komponist
- 1865: Bernard-Pierre Magnan, französischer General und Marschall von Frankreich
- 1866: Winfield Scott, US-amerikanischer Offizier und Oberbefehlshaber
- 1868: Julius Abegg, deutscher Strafrechtler

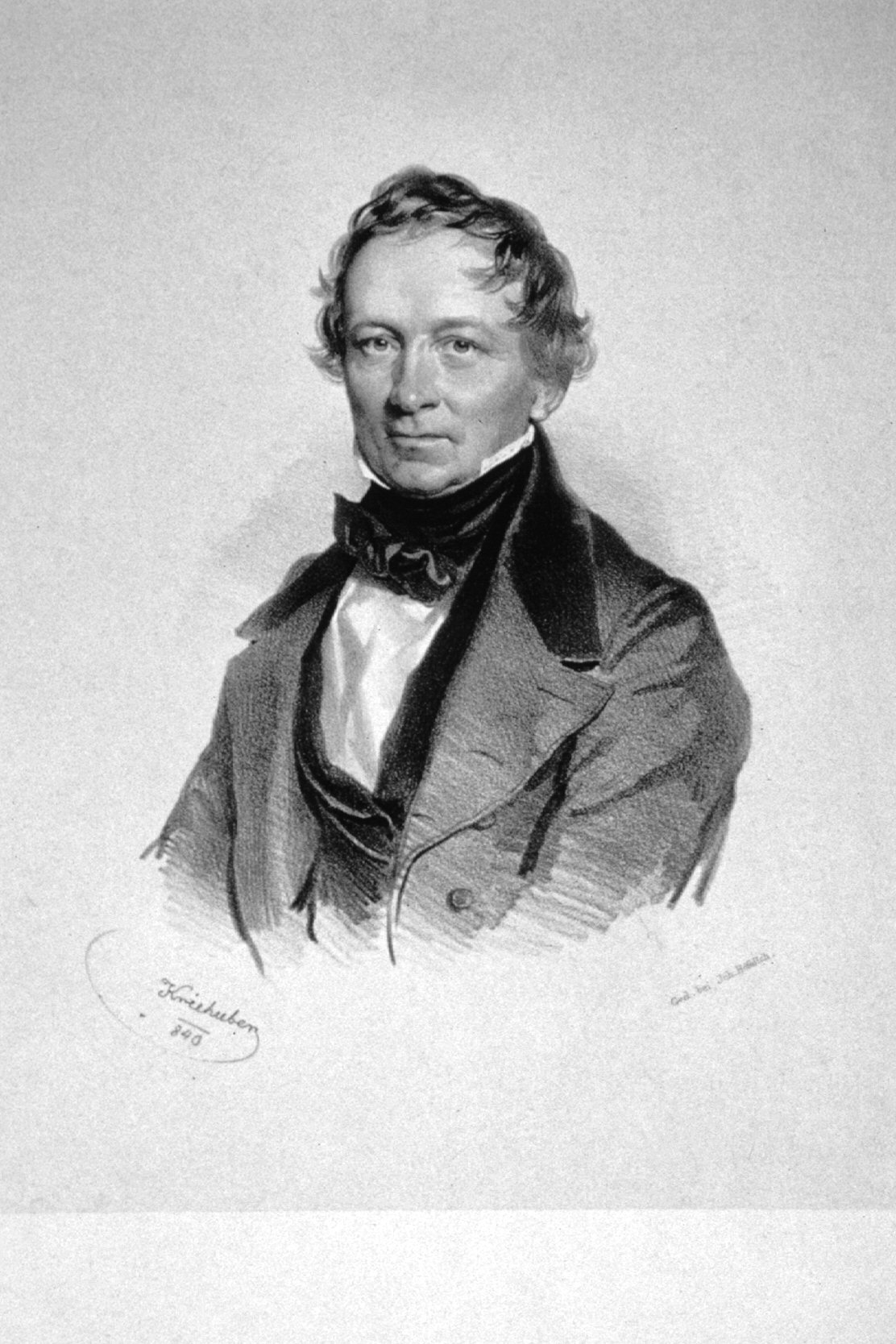
Franz Pfeiffer († 1868)

- 1868: Franz Pfeiffer, deutscher Germanist
- 1870: Karl Friedrich Ameis, deutscher klassischer Philologe
- 1871: Blasius Kozenn, österreichischer Kartograph
- 1876: Friedrich Christian Diez, deutscher Romanist
- 1879: Enoch Wedgwood, englischer Unternehmer
- 1880: Maximilian Steiner, österreichischer Schauspieler und Theaterdirektor
- 1882: Hermann Hettner, deutscher Literatur- und Kunsthistoriker
- 1883: Marianne von Oranien-Nassau, Prinzessin von Preußen
- 1885: Jan Dobrzański, polnischer Journalist, Revolutionär und Theaterleiter
- 1891: Peregrin Obdržálek, tschechischer katholischer Priester, Autor religiöser Literatur
- 1892: Bahāʾullāh, persischer Religionsstifter der Bahai-Religion
- 1892ː Luise Löbbecke, deutsche Sozialreformerin
- 1894: Jean-Frédéric Astié, französischer evangelischer Geistlicher und Theologe
- 1897: Julius Sachs, deutscher Botaniker
- 1899: Frantz Jehin-Prume, belgisch-kanadischer Violinist und Komponist

### 20. Jahrhundert

#### 1901–1950
- 1901ː Robena Anne Laidlaw, englische Pianistin
- 1902: Olga Arendt, deutsche Schriftstellerin und Schauspielerin
- 1902: Michail Clodt von Jürgensburg, russischer Maler
- 1905: Adolf Petschek, österreichisch-ungarischer Börsenmakler und Bankier
- 1908: William Arnold Anthony, US-amerikanischer Physiker
- 1909: Eugen von Gothard, ungarischer Adliger und Amateur-Astronom

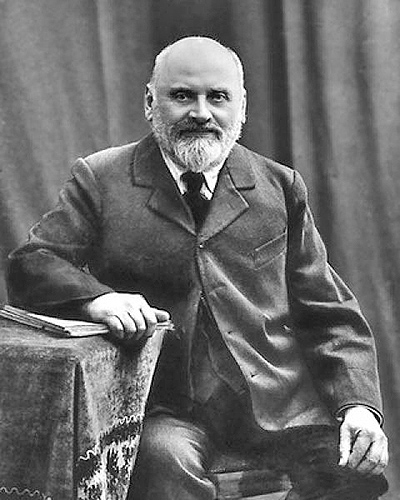
Mili Balakirew († 1910)

- 1910: Mili Alexejewitsch Balakirew, russischer Komponist, Pianist und Dirigent
- 1911: Remigio Acevedo Gajardo, chilenischer Organist und Komponist
- 1911: William Schwenck Gilbert, britischer Librettist
- 1913: Eduard Pechuel-Loesche, deutscher Geograph und Afrikaforscher
- 1914: Peter-Paul Mauser, deutscher Waffenkonstrukteur und -produzent
- 1916: Hugo Jentsch, deutscher Gymnasiallehrer, Landeshistoriker und Urgeschichtsforscher
- 1916: Jan Otto, tschechischer Verleger
- 1918: René Vierne, französischer Organist und Komponist
- 1919: Konstantin Uhder, lettischer Pastor und evangelischer Märtyrer
- 1920: Oswald Ahnert, deutscher Jurist und Politiker
- 1930: George Washington Lambert, australischer Maler
- 1930: Tivadar Nachéz, ungarischer Geiger und Komponist
- 1931: Wilhelm Exner, Präsident des österreichischen Gewerbevereins
- 1931: Charles A. Mooney, US-amerikanischer Politiker
- 1933: Johannes Peisker, tschechischer Soziologe
- 1935: René Dély, französischer Automobilrennfahrer
- 1935: Karl Ostberg, deutscher Polizeibeamter und NS-Funktionär

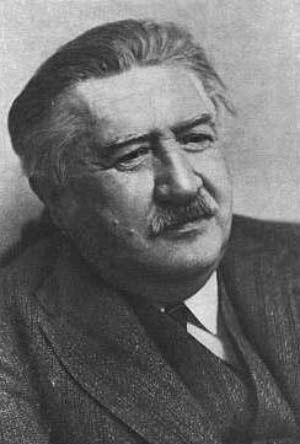
Josef Suk († 1935)

- 1935: Josef Suk, tschechischer Komponist, Schwiegersohn von Antonín Dvořák
- 1939: Karl Ettlinger, deutscher Schriftsteller
- 1940: Mary Anderson, US-amerikanische Schauspielerin
- 1941: Friedrich Wilhelm Constantin Ashoff, deutscher Unternehmer
- 1941: Léo-Pol Morin, kanadischer Pianist, Musikkritiker und Komponist
- 1942: John Barrymore, US-amerikanischer Schauspieler
- 1945: Mihail Sebastian, rumänischer Schriftsteller und Dramaturg
- 1946: Karl Janisch, deutscher Maschinenbauingenieur
- 1946: Johann Baptist Eichelsdörfer, deutscher Kriegsverbrecher
- 1947: Franz Böhme, österreichischer Offizier und General der Gebirgstruppe in der deutschen Wehrmacht, mutmaßlicher Kriegsverbrecher
- 1947: Heinz Wismann, deutscher Germanist und Ministerialrat
- 1948: May Whitty, britische Schauspielerin
- 1950: Wilhelm Bendow, deutscher Schauspieler und Komiker

#### 1951–2000

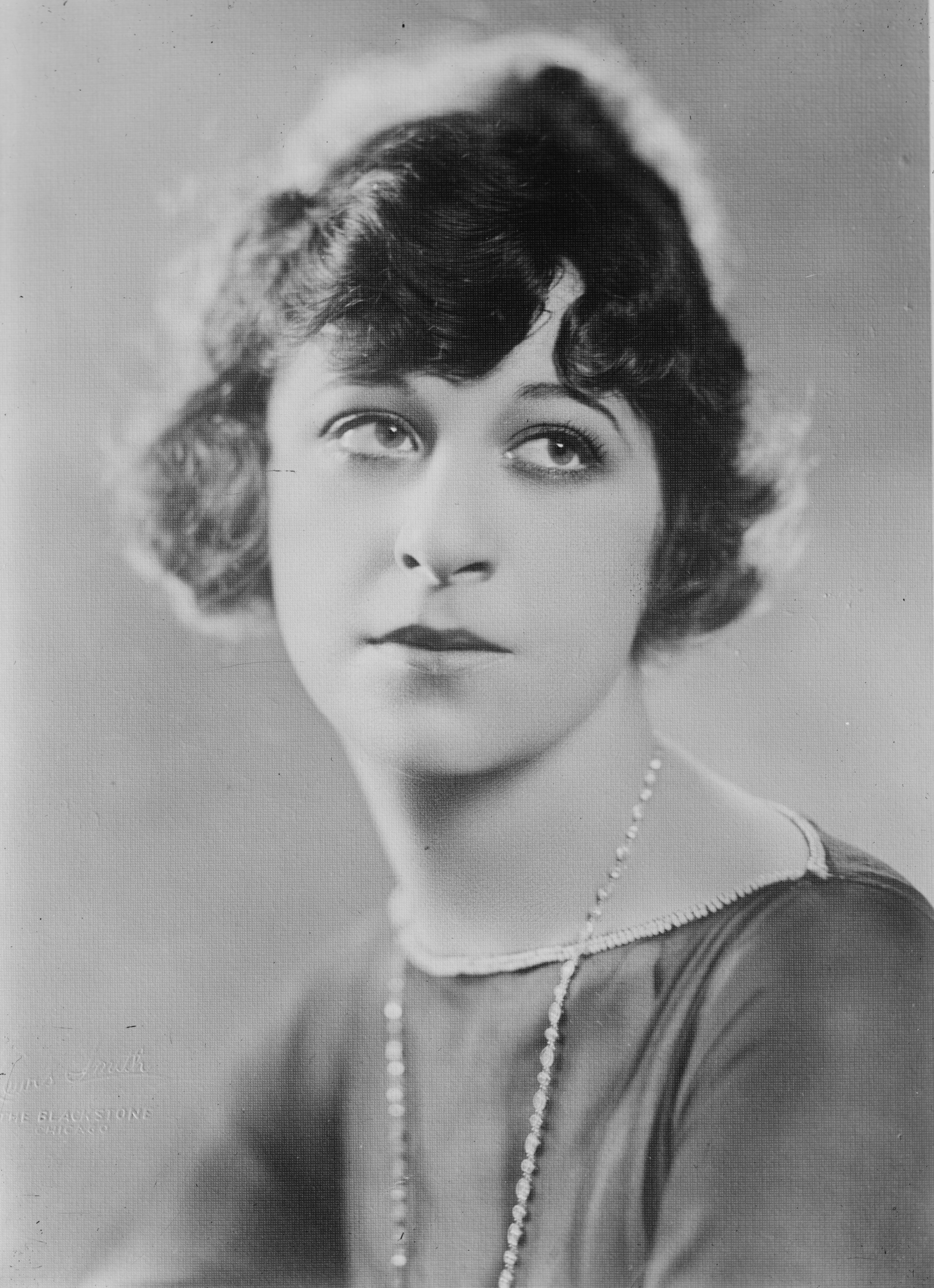
Fanny Brice († 1951)

- 1951: Fanny Brice, US-amerikanische Schauspielerin
- 1951: Josef Bohuslav Foerster, tschechoslowakischer Komponist
- 1951: Robert Kahn, deutscher Komponist und Musikpädagoge
- 1951: Géza Maróczy, ungarischer Schachspieler
- 1955: Christian Börger, deutscher Orgelbauer
- 1955: René de Knyff, französischer Automobilrennfahrer und Motorsportfunktionär
- 1956: Hermann Abendroth, deutscher Dirigent
- 1956: Johannes Jørgensen, dänischer Dichter
- 1957: James Whale, britischer Regisseur
- 1958: Juan Ramón Jiménez, spanischer Lyriker und Prosaist, Nobelpreisträger
- 1961: Uuno Klami, finnischer Komponist
- 1967: Georg Wilhelm Pabst, österreichischer Filmregisseur
- 1968: Adolf Helbok, österreichischer Historiker und Volkskundler
- 1969: Wilhelm von Scholz, deutscher Schriftsteller und Dramatiker
- 1970: Sünuhi Arsan, türkischer Jurist
- 1970: Eva Hesse, deutsch-US-amerikanische Künstlerin
- 1971: Oliver Auge, deutscher Historiker
- 1972: Margaret Ruthven Lang, US-amerikanische Komponistin
- 1973: P. Ramlee, malaysischer Schauspieler
- 1975: Kurt Großkurth, deutscher Schauspieler und Sänger
- 1976: Samuel Elzevier de Jongh, niederländischer Pharmakologe
- 1978: Hans Werner von Aufseß, deutscher Jurist, Ministerialbeamter und Autor

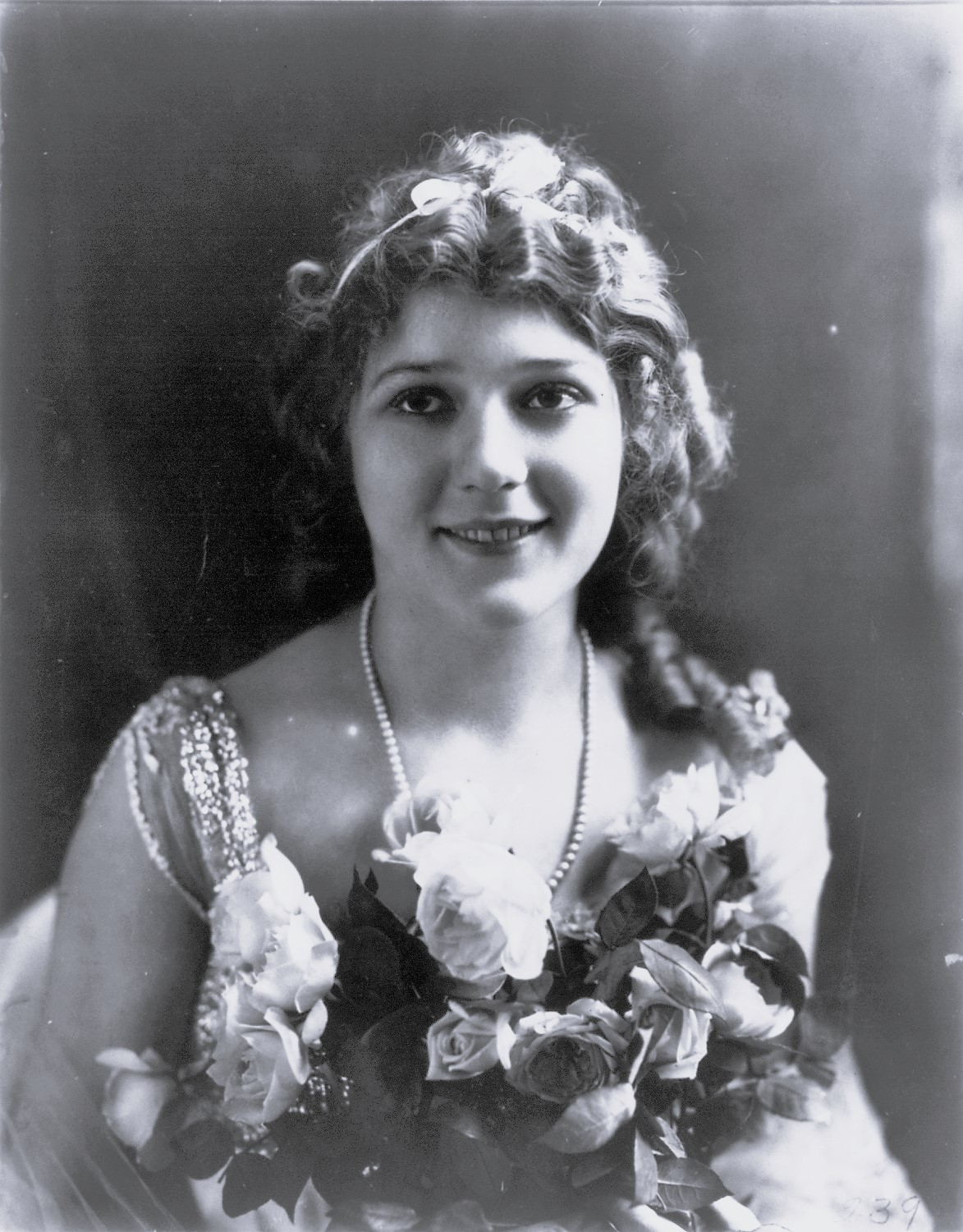
Mary Pickford († 1979)

- 1979: Mary Pickford, US-amerikanische Schauspielerin
- 1981: Omar Khorshid, ägyptischer Gitarrist
- 1981: Janusz Minkiewicz, polnischer Schriftsteller, Lyriker, Satiriker, Journalist und Übersetzer
- 1981: Song Qingling, eine der drei Song-Schwestern, die in den 1930er Jahren maßgeblich die chinesische Politik beeinflussten
- 1982: Romy Schneider, deutsch-französische Schauspielerin
- 1985: Mario Revelli di Beaumont, italienischer Motorradrennfahrer und Fahrzeugdesigner
- 1987: Max Lang, Schweizer Musiker, Komponist und Dirigent
- 1987: Chaudhary Charan Singh, indischer Ministerpräsident
- 1988: Vladimír Menšík, tschechoslowakischer Schauspieler
- 1989: Edmond Soussa, ägyptischer Karambolagespieler und elffacher Weltmeister
- 1990: Joseph Asher, deutsch-US-amerikanischer Rabbiner
- 1991: Coral Browne, australisch-US-amerikanische Schauspielerin
- 1992: Rudolf Alberth, deutscher Dirigent und Komponist

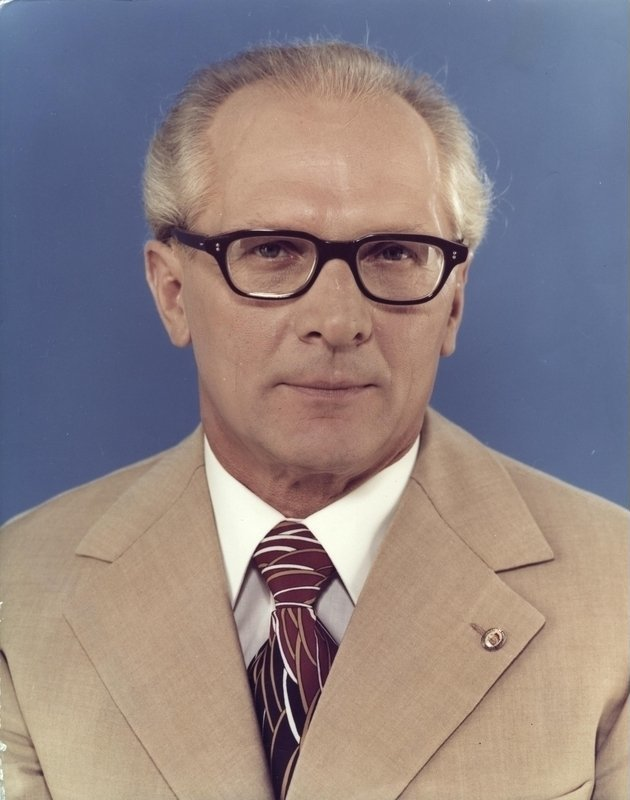
Erich Honecker († 1994)

- 1994: Erich Honecker, deutscher Politiker, Generalsekretär des Zentralkomitees der SED und Staatsratsvorsitzender der DDR
- 1994: Joseph Janni, britischer Drehbuchautor und Filmproduzent
- 1995: Mircea Basarab, rumänischer Dirigent, Komponist und Hochschullehrer
- 1996: Isidro Maiztegui, argentinischer Komponist
- 1996: Antonín Mrkos, tschechischer Astronom
- 1997: Jeff Buckley, US-amerikanischer Singer-Songwriter und Gitarrist
- 1997: Victor Kirst, deutscher Politiker, MdL, MdB
- 1997: Herbert Weicker, deutscher Schauspieler und Synchronsprecher
- 1998: Barry Goldwater, US-amerikanischer Politiker
- 1999: Mattia Moreni, italienischer Maler

### 21. Jahrhundert
- 2001: Ruth Liepman, deutsche Juristin und Literaturagentin
- 2001: Karl Schweri, Schweizer Unternehmer
- 2002: Adolf Giele, deutscher Handballspieler und -trainer
- 2002: Friedrich Kempf, deutscher Jesuit und Kirchenhistoriker
- 2003: Karlheinz Idelberger, deutscher Mediziner
- 2003: Hans Peter Willberg, deutscher Typograf, Buchillustrator, Buchgestalter
- 2004: Archibald Cox, US-amerikanischer Sonderermittler in der „Watergate-Affäre“
- 2004: Reinhard Döhl, deutscher Literatur- und Medienwissenschaftler, Autor und Künstler
- 2004: Ivica Šerfezi, jugoslawischer Schlagersänger
- 2005: Oscar Brown jr., US-amerikanischer Sänger und Texter
- 2005: Hamilton Naki, südafrikanischer Chirurg, Mitarbeiter Christiaan Barnards, Opfer der Apartheidpolitik
- 2006: Slim Aarons, US-amerikanischer Fotograf
- 2008: Mathilde Berghofer-Weichner, deutsche Juristin und Politikerin
- 2008: Luc Bourdon, kanadischer Eishockeyspieler
- 2009: Robert T. Anderson, US-amerikanischer Organist, Komponist und Musikpädagoge
- 2009: Stanley Wolfe, US-amerikanischer Komponist und Musikpädagoge

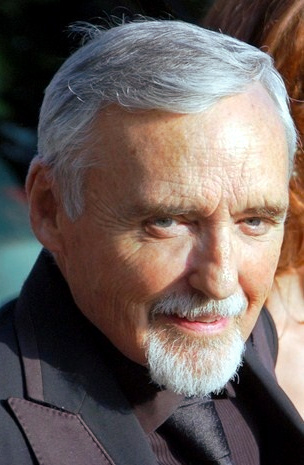
Dennis Hopper († 2010)

- 2010: Dennis Hopper, US-amerikanischer Schauspieler und Regisseur
- 2010: Dany Mann, deutsche Schlagersängerin, Jazzsängerin und Schauspielerin
- 2011: Josef von Ferenczy, deutsch-ungarischer Medienmanager, Verleger und Filmproduzent
- 2011: Sergei Bagapsch, abchasischer Politiker
- 2012: Shindō Kaneto, japanischer Filmregisseur und Drehbuchautor
- 2012: Roberto Pries, deutscher Handballspieler
- 2012: Doc Watson, US-amerikanischer Songwriter, Musiker und Gitarrist
- 2013: Werner Andermatt, Schweizer Maler und Grafiker
- 2013: Franca Rame, italienische Künstlerin und Politikerin
- 2014: Karlheinz Böhm, österreichischer Schauspieler und Stiftungsgründer
- 2014: Richard Dürr, Schweizer Fußballspieler
- 2014: Peter Eduard Glaser, US-amerikanischer Raumfahrtingenieur
- 2015: Günter Brocker, deutscher Fußballspieler
- 2015: Walter Mossmann, deutscher Liedermacher und Aktivist
- 2015: Bruno Pesaola, argentinisch-italienischer Fußballspieler und -trainer
- 2015: Käthe Recheis, österreichische Schriftstellerin und Übersetzerin
- 2016: Svetozar Koljević, serbischer Literaturwissenschaftler
- 2016: Hans-Dieter Krebs, deutscher Journalist

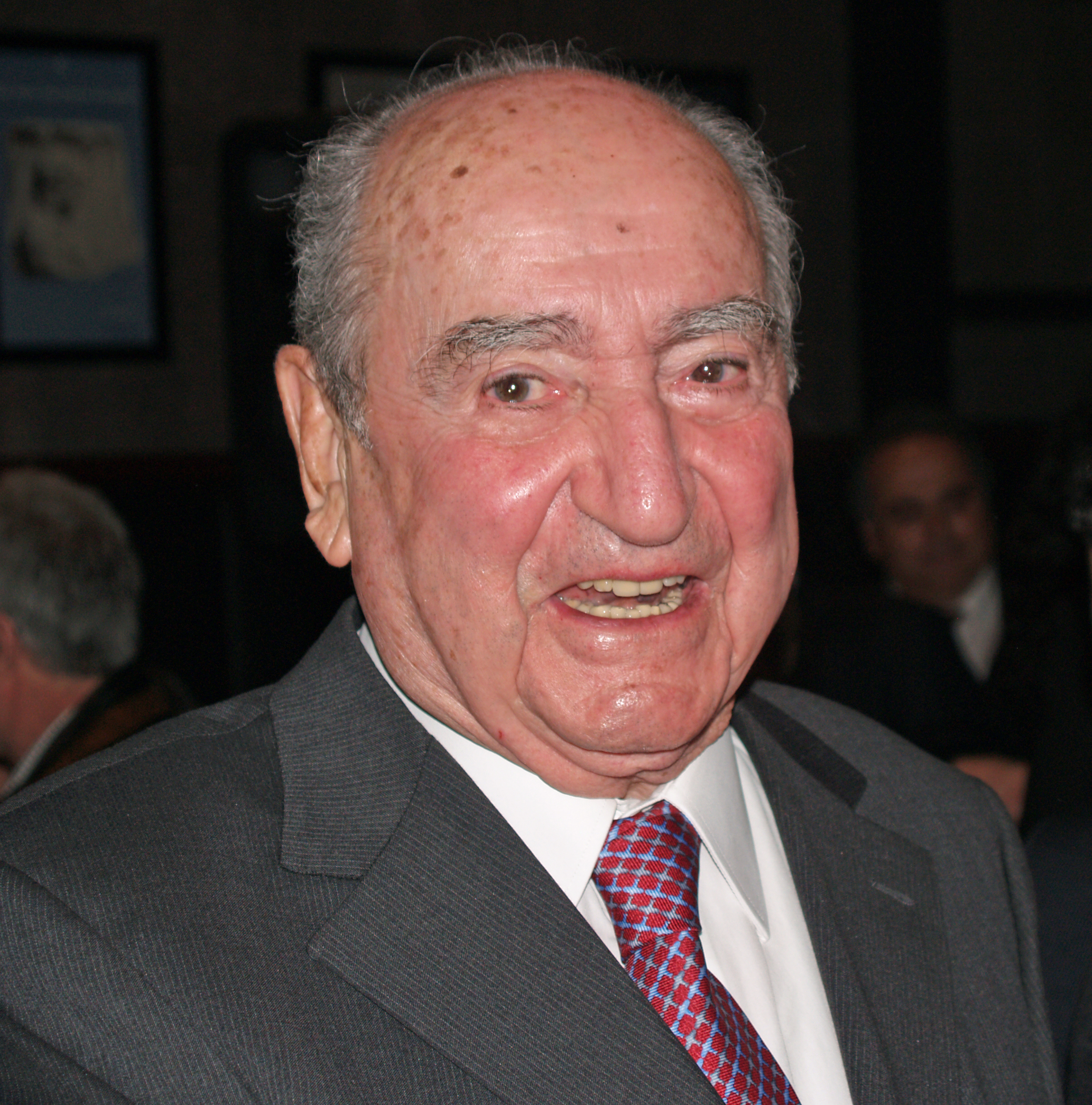
Konstantinos Mitsotakis († 2017)

- 2017: Konstantinos Mitsotakis, griechischer Politiker
- 2017: Manuel Noriega, panamaischer Politiker und Militär
- 2018, Yoseph Imry, israelischer Physiker
- 2018: Arturo Antonio Szymanski Ramírez, mexikanischer Bischof
- 2019: Otfried K. Linde, deutscher Autor und Pharmaziedirektor
- 2019: Michael Spicer, Baron Spicer, britischer Politiker und Autor
- 2019: Peggy Stewart, US-amerikanische Schauspielerin
- 2019: Roberto Yanés, argentinischer Sänger
- 2020: Alfred Kolleritsch, österreichischer Schriftsteller
- 2020: Abderrahmane Youssoufi, marokkanischer Politiker
- 2021: Johan von Koskull, finnischer Regattasegler
- 2022: Fred, brasilianischer Fußballspieler
- 2022: Gary Winram, australischer Schwimmer

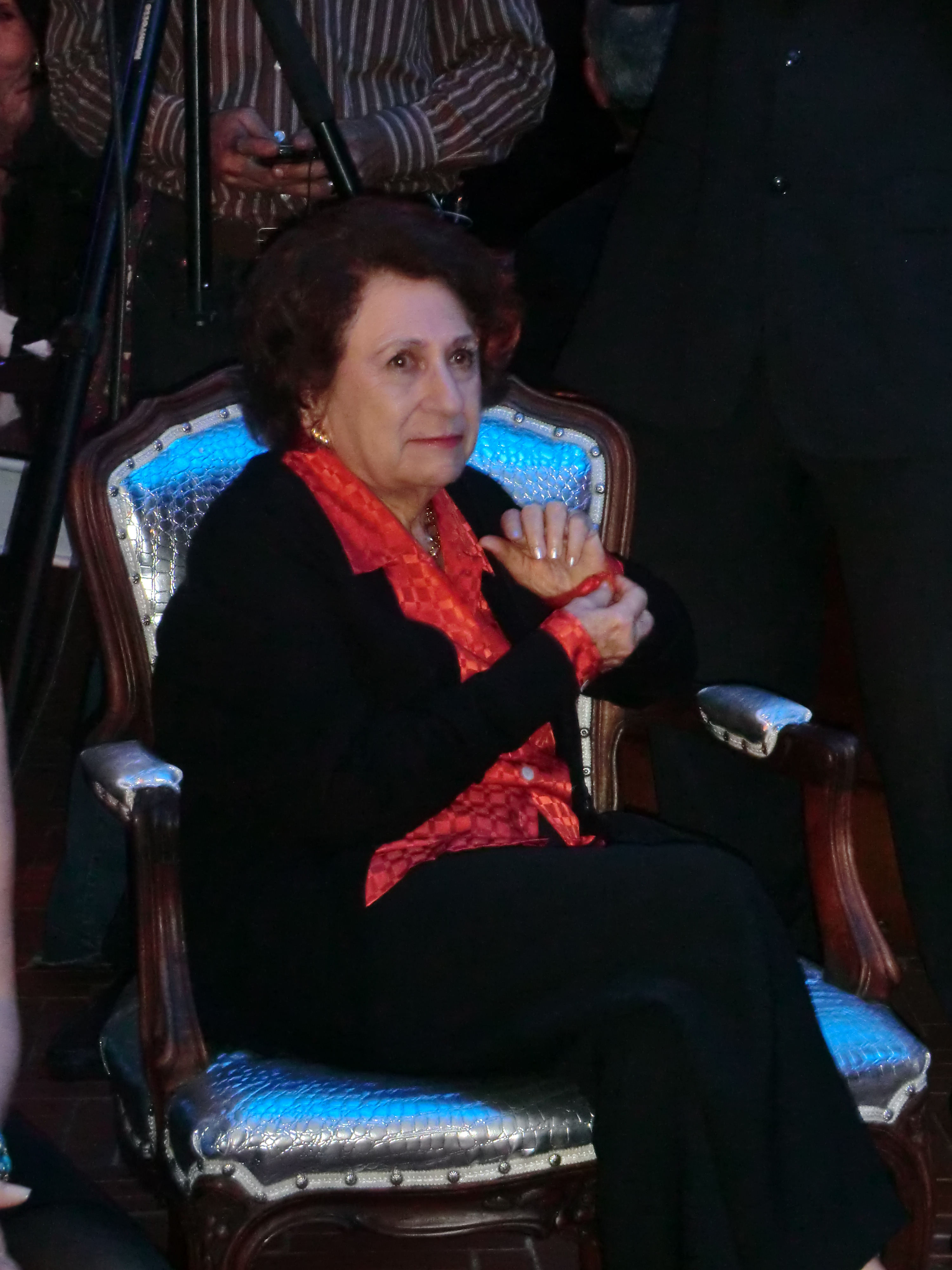
Margot Benacerraf († 2024)

- 2024: Margot Benacerraf, venezolanische Filmregisseurin
- 2024: Manfred Wolke, deutscher Boxer und Boxtrainer
- 2025: Vreni Spoerry, Schweizer Politikerin

## Feier- und Gedenktage
- Kirchliche Gedenktage
  - Hieronymus von Prag, tschechischer Theologe und Märtyrer (evangelisch)
  - Hl. Bona von Pisa, italienisches Ordensmitglied, Mystikerin und Schutzpatronin (katholisch)
  - Jiří Třanovský, slowakischer Hymnenschreiber (evangelisch: ELCA)
- Staatliche Feier- und Gedenktage
  - Nepal: Ausrufung der Republik

Weitere Einträge enthält die Liste von Gedenk- und Aktionstagen.